# Йыхви
Йы́хви (эст. Jõhvi) — город на северо-востоке Эстонии, административный центр волости Йыхви. До 2018 года — административный центр уезда Ида-Вирумаа. С 1938 по 1940 год имел статус города в Эстонской республике, затем с 1940 по 1991 год был в составе Эстонской ССР, в период с 1941 года до сентября 1944 года находился под немецкой оккупацией. C 15 октября 1960 года по 26 августа 1991 года входил в состав Кохтла-Ярве, затем снова официально стал отдельным городом.

## Происхождение топонима
Название города толковалось по-разному. В народе было мнение, что оно происходит от слова jõhvikas (по-эстонски — «клюква»), однако лингвистического подтверждения этому нет. В 1930-х годах краевед Х. Курба предложил связать его со словом jõevesi (в переводе — «речная вода») из-за находившегося в центре города родника, который дал название одному из притоков Пюхайыэ. Финский лингвист Лаури Кеттунен решил взять за основу слово jõhv (в переводе — «конский волос»), что на сегодняшний день является наиболее признаваемой версией. Также возможно, что происхождение названия Йыхви связано со словом jõhvuss («волосатик»).

## География
Йыхви расположен в северо-восточной части Ахтмеской (Йыхвиской) возвышенности, примерно в 160 км к востоку от Таллинa и в 50 км к западу от Нарвы, с которыми он связан автомобильным и железнодорожным транспортом. С юга город граничит с Ахтмеской частью города Кохтла-Ярве. Почтовые индексы: 41501, 41502, 41531—41539, 41588, 41598, 41590, 41591, 41593, 41595, 41598, 41599.

### Климат
Климат в городе умеренный.
- Среднегодовая температура воздуха — 6.1 °C[10]
- Средняя скорость ветра — 4,2 м/с[11]
- Относительная влажность воздуха — 81 %[12]

| Показатель                                          | Янв.  | Фев. | Март  | Апр.  | Май  | Июнь | Июль | Авг. | Сен. | Окт.  | Нояб. | Дек. | Год  |
| --------------------------------------------------- | ----- | ---- | ----- | ----- | ---- | ---- | ---- | ---- | ---- | ----- | ----- | ---- | ---- |
| Абсолютный максимум, °C                             | 7,4   | 10,6 | 15,9  | 26,0  | 29,4 | 32,1 | 32,2 | 32,3 | 28,1 | 19,7  | 12,7  | 8,2  | 32,3 |
| Средний суточный максимум, °C                       | −3    | −2,8 | 1,3   | 8,4   | 15,3 | 19,4 | 21,3 | 19,9 | 14,2 | 8,3   | 2,0   | −1,3 | 8,6  |
| Средняя температура, °C                             | −5,6  | −6,2 | −2,2  | 3,7   | 9,9  | 14,4 | 16,4 | 15,0 | 10,0 | 5,1   | −0,2  | −3,8 | 4,7  |
| Средний суточный минимум, °C                        | −9    | −9,4 | −5,6  | −0,3  | 4,3  | 9,0  | 11,1 | 10,3 | 6,0  | 2,1   | −2,7  | −6,7 | 0,8  |
| Абсолютный минимум, °C                              | −34,3 | −36  | −26,8 | −13,9 | −6,5 | −2   | 2,3  | −0,6 | −4,2 | −13,4 | −21,9 | −41  | −41  |
| Норма осадков, мм                                   | 44    | 33   | 34    | 34    | 48   | 66   | 84   | 84   | 64   | 66    | 56    | 51   | 665  |
| Источник: Эстонский гидрометеорологический институт |       |      |       |       |      |      |      |      |      |       |       |      |      |

| Показатель                                                                         | Янв. | Фев. | Март | Апр. | Май  | Июнь | Июль | Авг. | Сен. | Окт. | Нояб. | Дек. | Год |
| ---------------------------------------------------------------------------------- | ---- | ---- | ---- | ---- | ---- | ---- | ---- | ---- | ---- | ---- | ----- | ---- | --- |
| Средняя температура, °C                                                            | −4,6 | −5,2 | −1,7 | 4,5  | 10,3 | 14,6 | 17,4 | 15,9 | 11,2 | 5,5  | 0,6   | −2,5 | 5,5 |
| Источник: https://www.ilmateenistus.ee/kliima/kliimanormid/ohutemperatuur/?lang=ru |      |      |      |      |      |      |      |      |      |      |       |      |     |

| Показатель                                                              | Янв. | Фев. | Март | Апр. | Май  | Июнь | Июль | Авг. | Сен. | Окт. | Нояб. | Дек. | Год |
| ----------------------------------------------------------------------- | ---- | ---- | ---- | ---- | ---- | ---- | ---- | ---- | ---- | ---- | ----- | ---- | --- |
| Средняя температура, °C                                                 | −4,6 | −2,8 | −1   | 4,1  | 10,8 | 15,7 | 17,3 | 16,3 | 11,5 | 6    | 1,8   | −1,3 | 6,1 |
| Источник: https://www.ilmateenistus.ee/kliima/aastakokkuvotted/?lang=ru |      |      |      |      |      |      |      |      |      |      |       |      |     |

## Символика
Впервые вопрос о гербе и флаге города был поднят 2 декабря 1938 года на заседании городского собрания, тогда же были утверждены проекты, разработанные Союзом городов Эстонии. Но из-за присоединения Эстонии к Советскому Союзу официальное утверждение флага и герба президентом Эстонии не состоялось.
После распада СССР и восстановления независимости Эстонии Йыхви получил статус города и собственные герб и флаг, которые были утверждены 20 июля 1992 года Правительством Республики и являются официальными символами города по настоящее время. Герб имеет щитообразную форму и разделён по горизонтали на две части. Нижняя, бо́льшая, часть имеет зелёную основу, в которой изображена золотая голова оленя с выступающим изо рта красным языком, которая смотрит справа налево. Верхняя часть герба — красного цвета с изображением трёх серебряных елей.
Флаг города представляет собой прямоугольное полотнище с отношением ширины к длине 1:2, состоящего из пяти полос: три ― белого и две ― зелёного цвета. По краям и центру флага — белые полосы шириной в 1/7 ширины флага, между ними зелёные полосы шириной в 2/7 ширины флага.
С 2005 года, после объединения города Йыхви с одноимённой волостью, эта символика стала использоваться волостью Йыхви.
В июне 2024 года у Йыхви появился свой логотип, который был разработан маркетинговым агентством «Novot Agentuur».

## Население
| Год  | 1897 | 1917  | 1919  | 1938  | 1945 | 1959    | 1969    | 2000    | 2010    | 2013    | 2014    | 2016    | 2017    | 2020    | 2021    |
| ---- | ---- | ----- | ----- | ----- | ---- | ------- | ------- | ------- | ------- | ------- | ------- | ------- | ------- | ------- | ------- |
| Чел. | 828  | ↗1300 | ↗1700 | ↗2525 | ↘800 | ↗10 502 | ↗14 000 | ↘12 112 | ↘11 088 | ↗12 575 | ↘12 355 | ↘11 996 | ↘10 051 | ↗10 321 | ↘10 130 |

### Данные переписи населения 2021 года

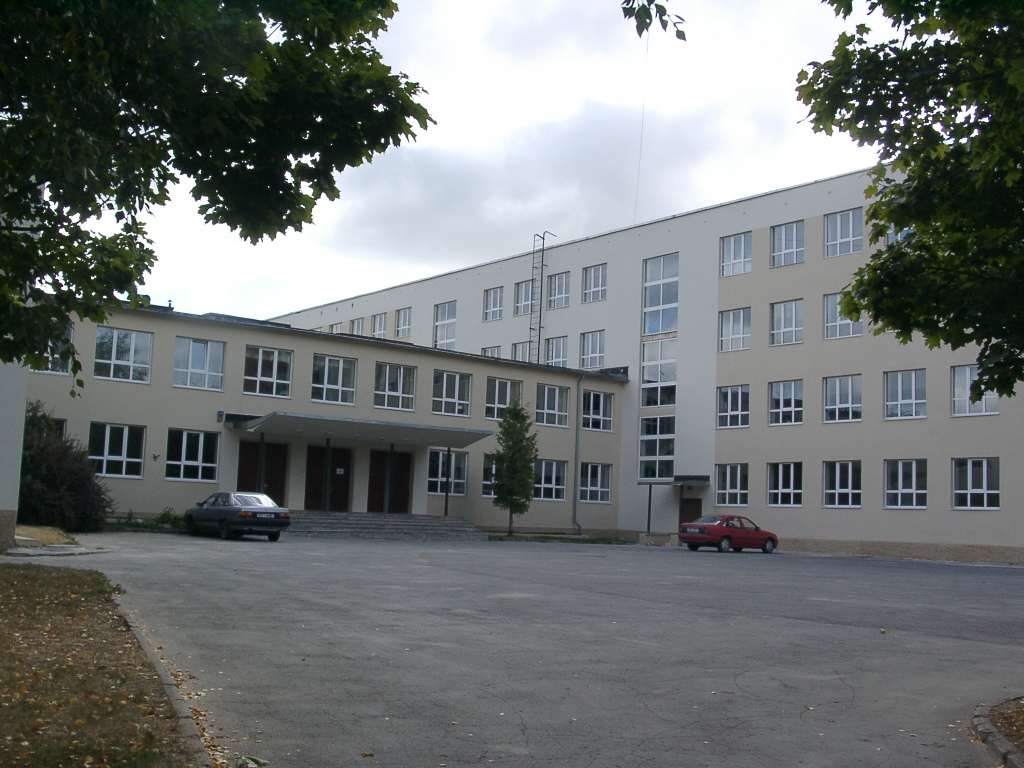
Основная школа Йыхви (здание до 2020 года)

По данным переписи населения 2021 года, в городе проживали 10 482 человека, из них 5797 чел. (55,30 %) — русские  (1,84 % всех русских Эстонии), 3635 чел. (34,68 %) — эстонцы, 285 чел. (2,72 %) — украинцы, 279 чел. (2,66 %) — белорусы, 118 чел. (1,13 %) — финны, 34 чел. (0,32 %) — татары, 32 чел. (0,31 %) — латыши, 32 чел. (0,31 %) — поляки, 28 чел. (0,27 %) — литовцы, 24 чел. (0,23 %) — немцы, 13 чел. (0,12 %) — евреи, 12 чел. (0,11 %) — армяне, 154 чел. (1,47 %) — лица других национальностей, национальность 39 человек (0,37 %) была неизвестна.
Доля населения старше 65 лет в структуре населения города составляла 25,89 % (2714 чел.), а доля населения младше 14 лет — 12,57 % (1318 чел.).
Доля граждан Эстонии в общем числе жителей города составляла 68,35 % (7164 чел.), граждан России — 16,46 % (1725 чел.), лиц без гражданства — 12,76 % (1337 чел.), граждан других стран — 2,38 % (249 чел.), лиц с неизвестным гражданством — 0,07 % (7 чел.).
В Йыхви проживает 2,11 %  всех граждан России, проживающих в Эстонии, и 2,01 % всех апатридов Эстонии.
Из всех жителей города родным языком 6985 человек (66,64 % населения Йыхви) являлся русский, 3197 чел. (30,5 %) — эстонский, 89 чел. (0,85 %) — украинский, 30 чел. (0,29 %) — белорусский, 18 чел. (0,17 %) — латышский, 11 чел. (0,1 %) — финский, 11 чел. (0,10 %) — татарский, 10 чел. (0,10 %) — английский, 10 чел. (0,10 %) — азербайджанский, 5 чел. (0,05 %) — немецкий, 3 чел. (0,03 %) — армянский, 3 чел. (0,03 %) — испанский, 3 чел. (0,03 %) — французский, родным языком 65 человек (0,62 %) был какой-либо иной язык, родной язык 44 человек (0,42 %) был неизвестен.
| Национальность | 2021   | 2021  |
| Национальность | Чел.   | %     |
| -------------- | ------ | ----- |
| Всего          | 10 482 | 100   |
| русские        | 5797   | 55,30 |
| эстонцы        | 3635   | 34,68 |
| украинцы       | 285    | 2,72  |
| белорусы       | 279    | 2,66  |
| финны          | 118    | 1,13  |
| татары         | 34     | 0,32  |
| латыши         | 32     | 0,31  |
| поляки         | 32     | 0,31  |
| литовцы        | 28     | 0,27  |
| немцы          | 24     | 0,23  |
| евреи          | 13     | 0,12  |
| армяне         | 12     | 0,11  |
| другие         | 154    | 1,47  |
| неизвестно     | 39     | 0,37  |

### Данные переписи населения 2011 года
| Национальность | 2011   | 2011  |
| Национальность | Чел.   | %     |
| -------------- | ------ | ----- |
| Всего          | 10 775 | 100   |
| русские        | 6003   | 55,71 |
| эстонцы        | 3717   | 34,50 |
| прочие         | 1035   | 9,60  |

## История

### XIII век — Первая Эстонская республика
Первое упоминание о населённом пункте относится к 1241 году (Датская поземельная книга) — Gevi. Позже он упоминается как Jewe. Говорится, что деревня состоит из 20 гаков и принадлежит датскому королю.
В конце XVI века Йыхви перешёл под контроль Швеции и вошёл в состав Шведской Эстляндии, с 1721 года, согласно Ништадтскому мирному договору, вошёл в состав Эстляндской губернии Российской империи и находился в ней вплоть до образования независимой Эстонской республики в 1918 году. В Российской империи населённый пункт официально именовался Иевве, входил в Везенбергский уезд Эстляндской губернии и имел статус местечка.

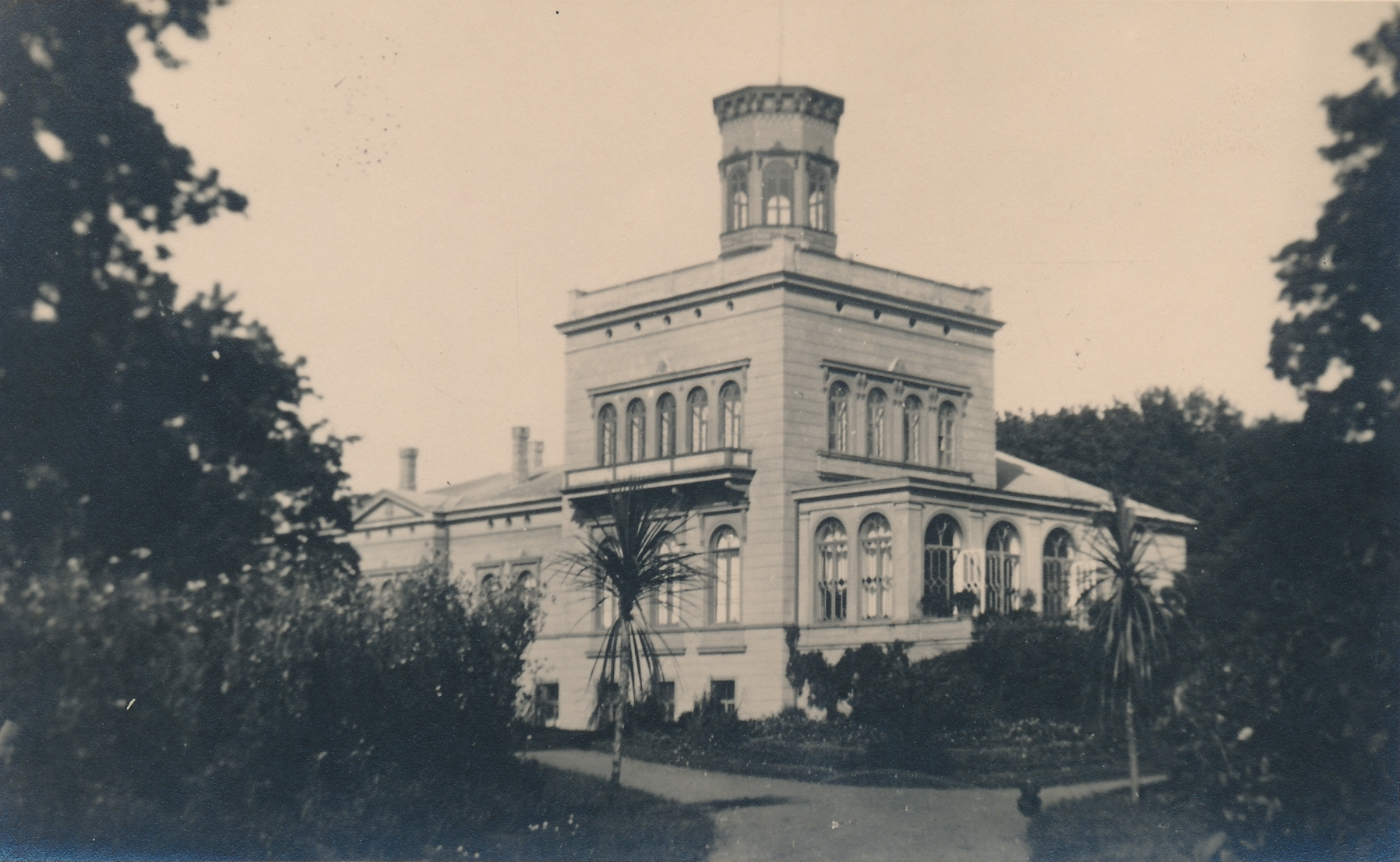
Мыза Йыхви, 1930–1940-е годы

В 1869 году во время строительства Балтийской железной дороги, которая тянулась от Балтийского порта через Ревель, Везенберг и Нарву до станции Тосно, была построена железнодорожная станция Иевве. В 1870—1876 годах Иевве стал крупным транзитно-перевалочным пунктом. Из-за отсутствия железной дороги до Дерпта до 1876 года все грузы из Петербурга до Дерпта отправлялись гужевым транспортом. В 1885 году Александр III назначил эстляндским губернатором князя Сергея Владимировича Шаховского, под руководством которого Иевве стал русским чиновничьим центром волости Алутагузе). Усилиями супруги губернатора, Елизаветы Дмитриевны Шаховской были основаны спортивно-православное общество, Пюхтицкий монастырь (где она умерла и была похоронена) и церковь Богоявления Господня. После Февральской революции власти местечка добились административного самоопределения и отделения от волости. Тогда же были определены его административные границы, и Иевве получил статус посада с населением 1300 человек. Во время Первой мировой войны, после боёв на подступах к Иевве и Сомпа с прибывшими сюда из Петрограда красногвардейцами, германские войска 1 марта 1918 года заняли Иевве и продержались здесь до 29 ноября 1918 года. В этот период по распоряжению немецких властей были пронумерованы все дома, началось строительство тротуаров и посадка деревьев.
С 8 декабря 1918 года по 16 января 1919 года в посаде у власти находилась Эстляндская трудовая коммуна, а в 1919 году он получил официальное наименование Йыхви. В 1920 году предполагалось сделать Йыхви центром вновь создаваемого Алутагузеского уезда, но уезд создан не был, и Йыхви остался посадом. В 1923 году была построена средняя, в 1929 году — начальная школа, открылось шахтёрское училище. Завершилось строительство железнодорожной станции с подъездными путями, погрузочно-разгрузочной платформой и товарным амбаром. В 1926 году Йыхви был электрифицирован, 1 мая 1938 года получил статус города. Согласно переписи населения, в нём в это время проживали 2525 человек.

### Советский период

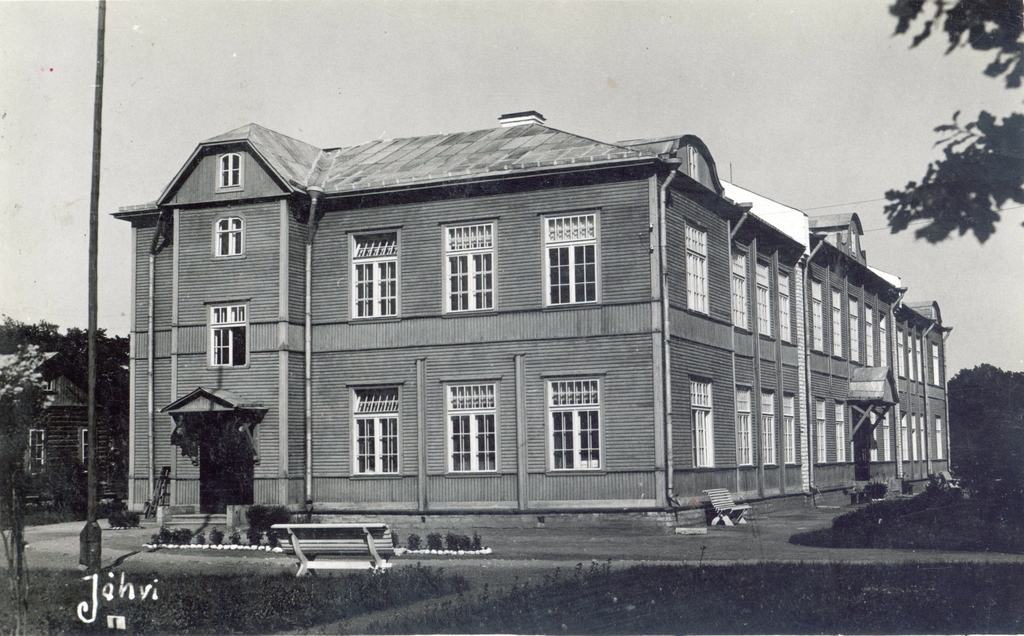
Йыхвиская гимназия (1944)

17 июня 1940 года в городе была установлена Советская власть, а 12 августа 1941 город был оккупирован немецкими войсками. В августе 1944 года, при отступлении немецких войск, город был почти полностью уничтожен: из 350 домов осталось только 100. Красная армия вступила в город 19 сентября 1944 года.
После Второй мировой войны в 1948 году возле города была построена шахта, которая проработала до 1973 года. В связи с интенсивной разработкой горючих сланцев в послевоенный период город начал быстро расти. Население стало увеличиваться в основном за счёт мигрантов, которые были заняты в добыче сланца и переработке его в Йыхви и соседнем городе Кохтла-Ярве. Основные строительные работы в послевоенный период выполнялись немецкими военнопленными (1944—1950 годы), которые построили дома по улице Раквере. До 1949 года, в нынешнем районе Ахтме города Кохтла-Ярве, жил Герой Советского Союза Смирнов Борис Александрович, который служил в МВД Эстонской ССР.
В 1950 году Йыхви стал центром Йыхвиского района и оставался им до 1962 года. Во время пожара 1953 года выгорел почти весь квартал вокруг нынешней Йыхвиской библиотеки (ранее кинотеатр «Раху»). В 1960 году началось строительство Йыхвиского микрорайона (архитекторы Инес Яагус и Пауль Аарман), в 1970-е годы были построены пятиэтажные здания по улице 21 июня (нынешнее название — Нарвское шоссе). В 1978 году по проекту архитектора Рейна-Михаила Хейдука был построен Дворец культуры «Октообер».

### XXI век
В 2005 году был открыт Йыхвиский культурный центр (эст. Jõhvi kultuurikeskus), построенный на месте бывшего Дворца культуры «Октообер». На реконструкцию и стройку было потрачено больше 120 млн эстонских крон. В 2008 году была построена Вируская тюрьма, её здание и прилегающая территория занимает 16 гектаров.
В ноябре 2012 года было закончено строительство первой части нового виадука. Полное же строительство было завершено в 2013 году. В том же году был открыт променад, который соединил отдаленные части города. Пешеходная зона проходит через весь город, начинается возле памятника «Олень», затем проходит через центральную площадь и заканчивается у Концертного дома. Стоимость строительных работ составила два с половиной миллиона евро. 1 сентября 2015 года состоялось открытие йыхвиской государственной гимназии, обучение в которой идет на эстонском и русском языке. Строительство обошлось в 6 млн евро. 25 ноября этого же года на 164-м километре шоссе Таллин-Нарва в районе деревни Котинука, что неподалёку от Йыхви, был открыт Йыхвиский парк бизнеса и логистики. Площадь парка составляет 45 гектаров земли, на которой имеются все коммуникации — вода, газ, электричество, дороги. Инвестиции в проект составили около одного миллиона евро.
В 2016 году планировалось закончить строительство торгово-развлекательного центра, где будут расположены торговые площади, водный центр, бассейн, ледовый холл и хостел на 200 мест. Подрядчик — ТОО «Jõhvi Pargi Arendus», стоимость по предварительным оценкам составит 36 млн евро, но строительство началось лишь в мае 2018 года. Открытие торгового центра состоялось 29 ноября 2019 года.
Летом 2017 года в городе начали делать новую дорогу Пуру теэ, которая соединила город с ахтмеской частью города Кохтла-Ярве, официальное открытие состоялось 27 декабря этого же года. Стоимость строительства составила 2,5 млн евро. Длина улицы — 900 метров, на ней построены подземный пешеходный переход и надземный мост.
Осенью 2018 года был поднят вопрос о том, чтобы вернуть Йыхви статус города, который он потерял в результате реформы в 2006 году и получил статус волости, соединившись с сельскими поселениями. Эту инициативу поддержал 11 декабря этого же года министр государственного управления Эстонии Янек Мягги. С 6 по 26 января 2019 года в Йыхви начался опрос мнения жителей — вернуть статус города или оставить волостью. Несмотря на небольшое число жителей, принявших участие в опросе (около 16 %), результаты опроса (69,8 % проголосовало за статус города) были приняты волостным собранием к сведению.
18 июня 2020 года была открыта Музыкальная площадь перед Йыхвиским концертным домом, стоимость которой обошлась в один миллион евро. В 2021 году открылась частная школа инфотехнологий «kood/Jõhvi», которая расположена в отремонтированном здании бывшей телефонной станции.
В августе 2024 года авиакомпания «airBaltic» в честь 35-летия «Балтийской цепи» решила назвать 48 самолетов Airbus A220-300 именами городов трёх прибалтийских стран, в ходе онлайн-голосования на сайте компании одним из победителей стал город Йыхви.

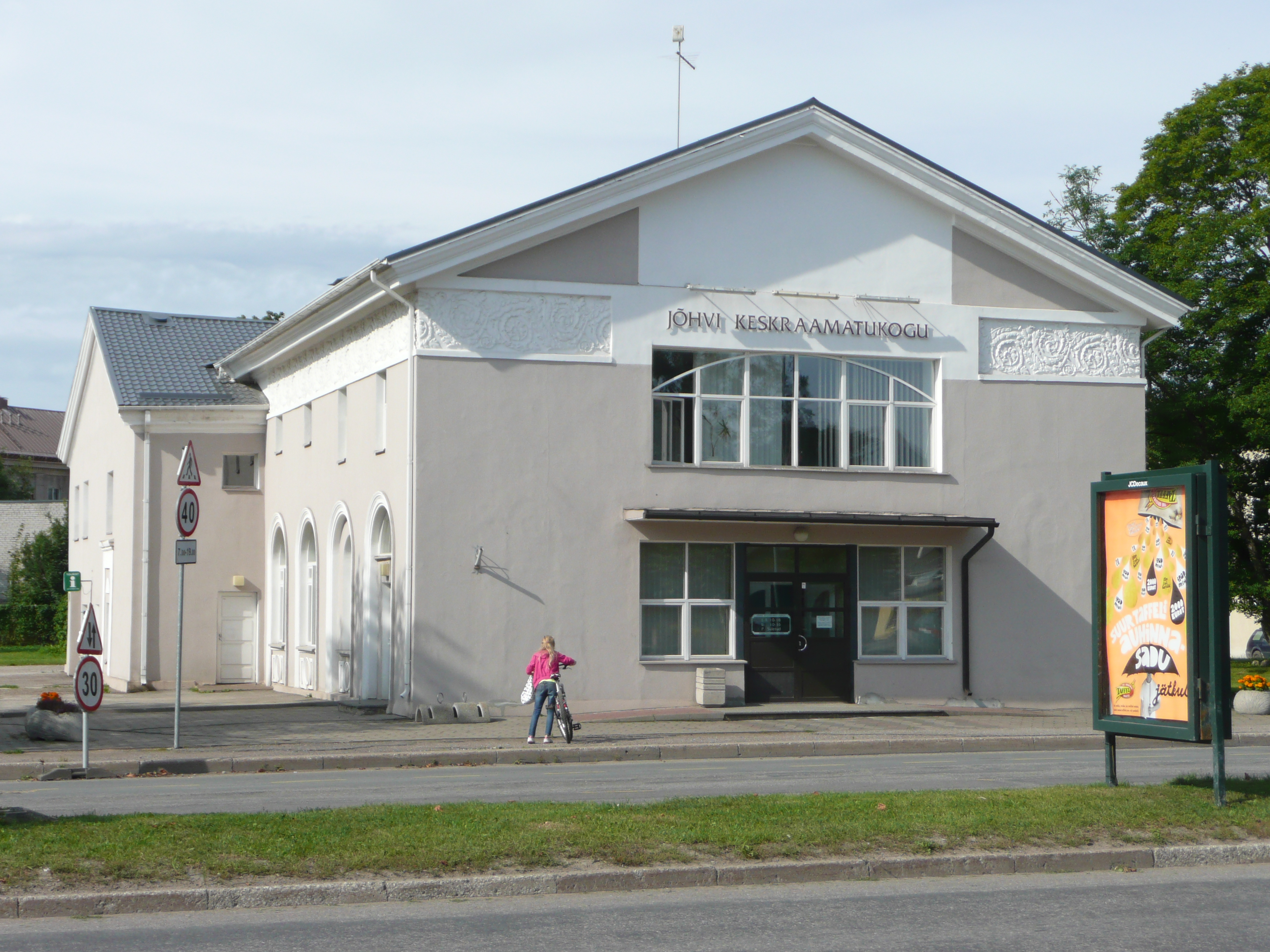
Центральная городская библиотека
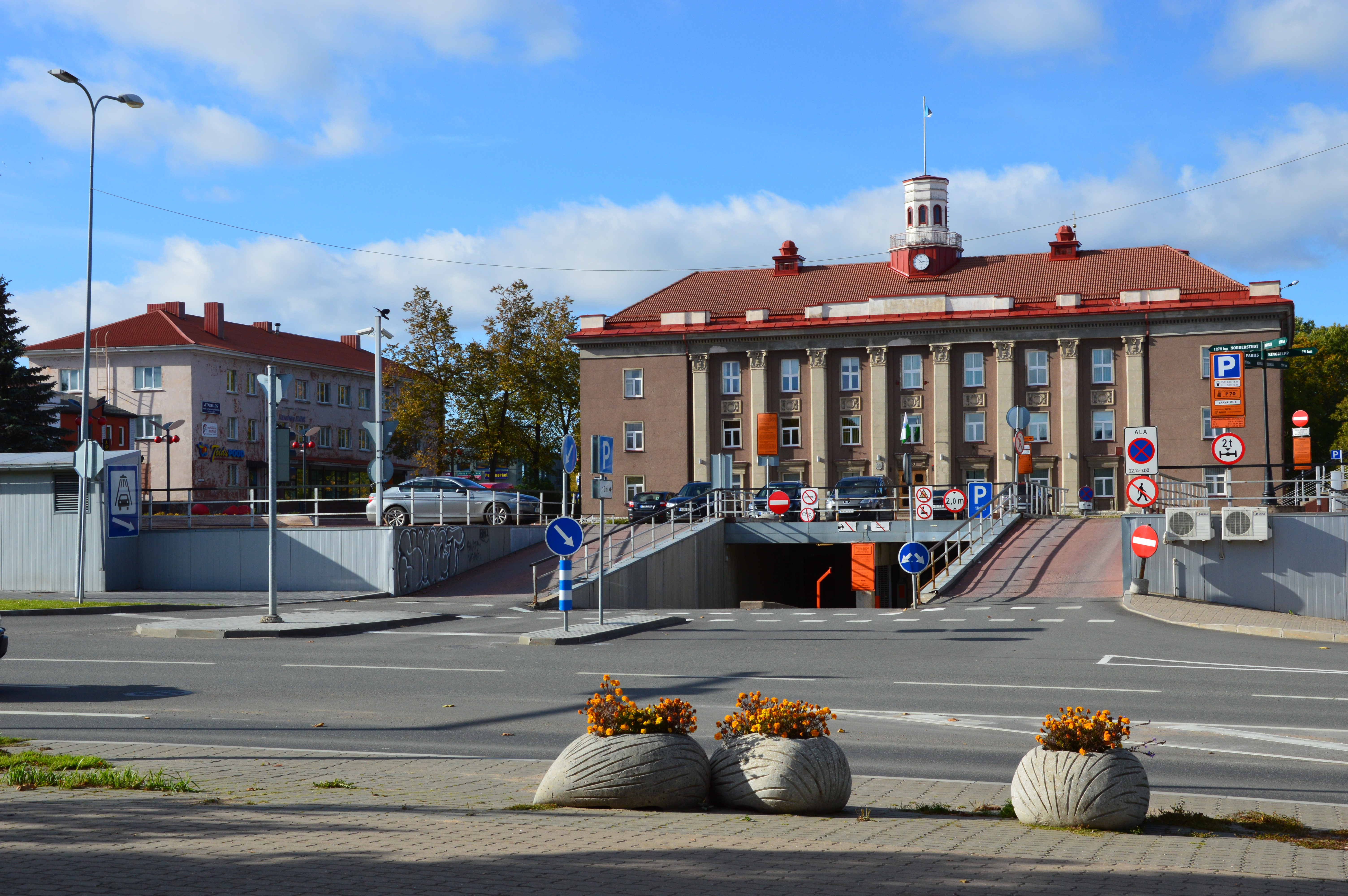
Центральная площадь Йыхви и здание окружного правительства
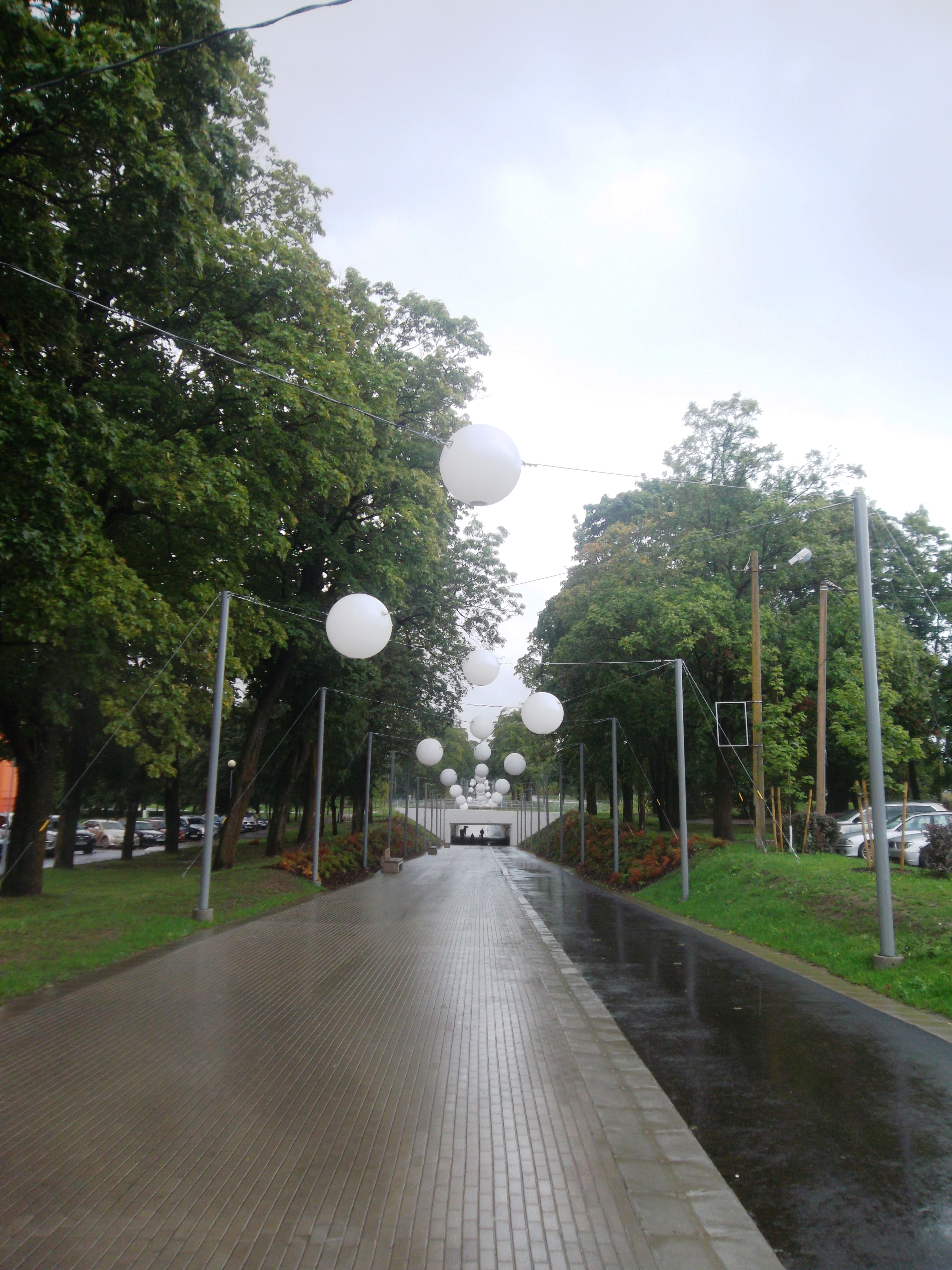
Променад
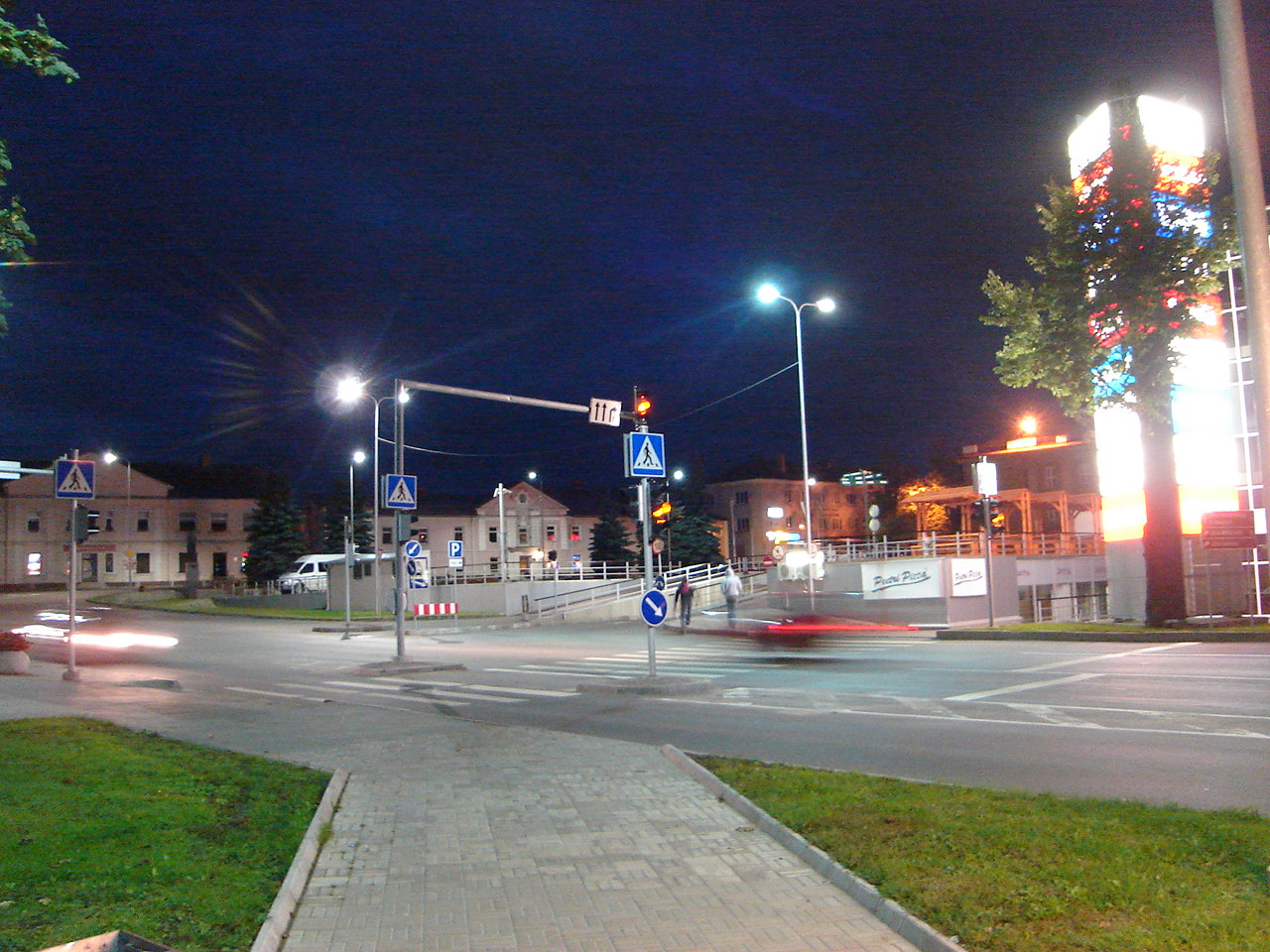
Йыхви ночью
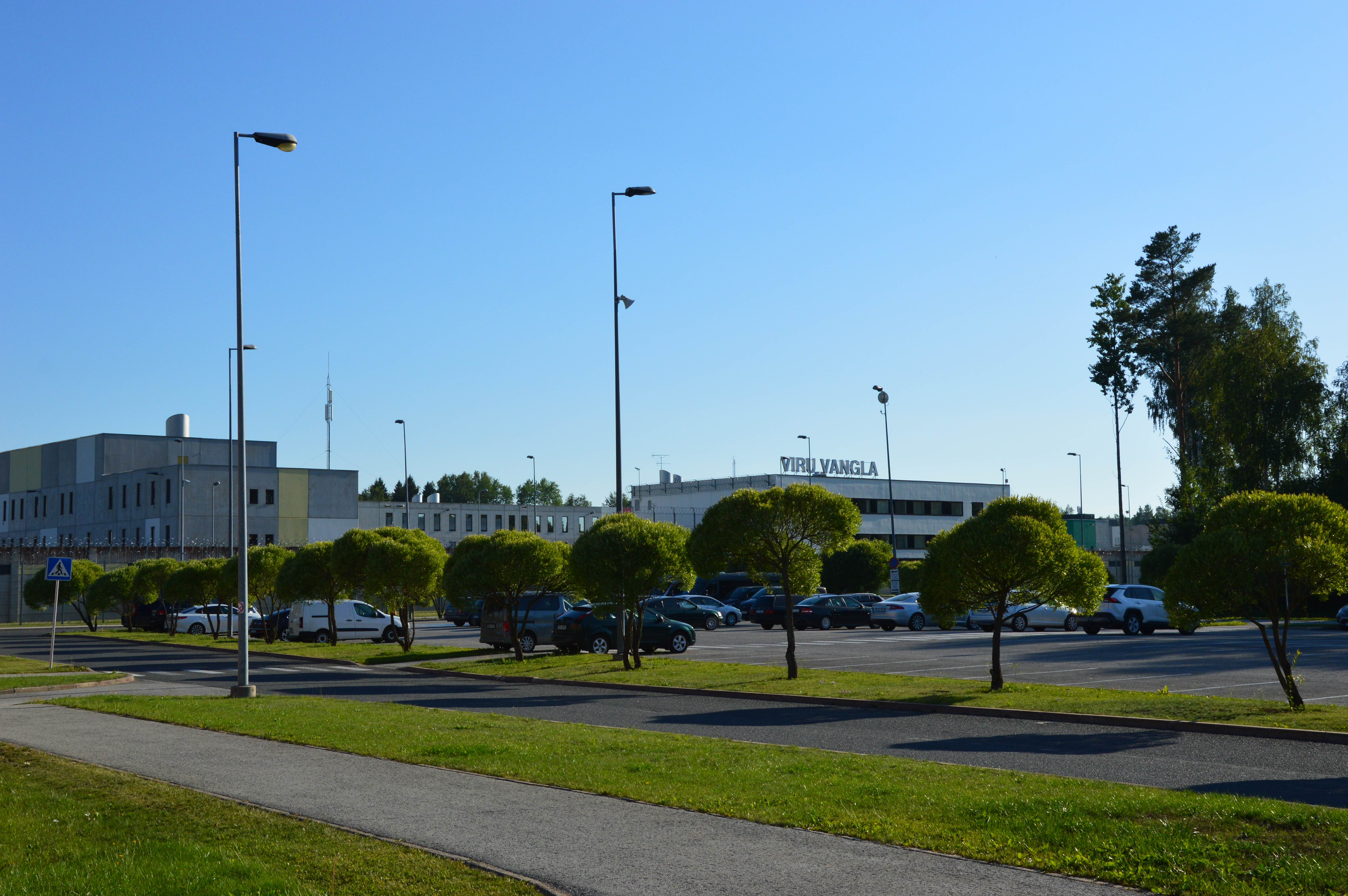
Тюрьма Виру

## Управление

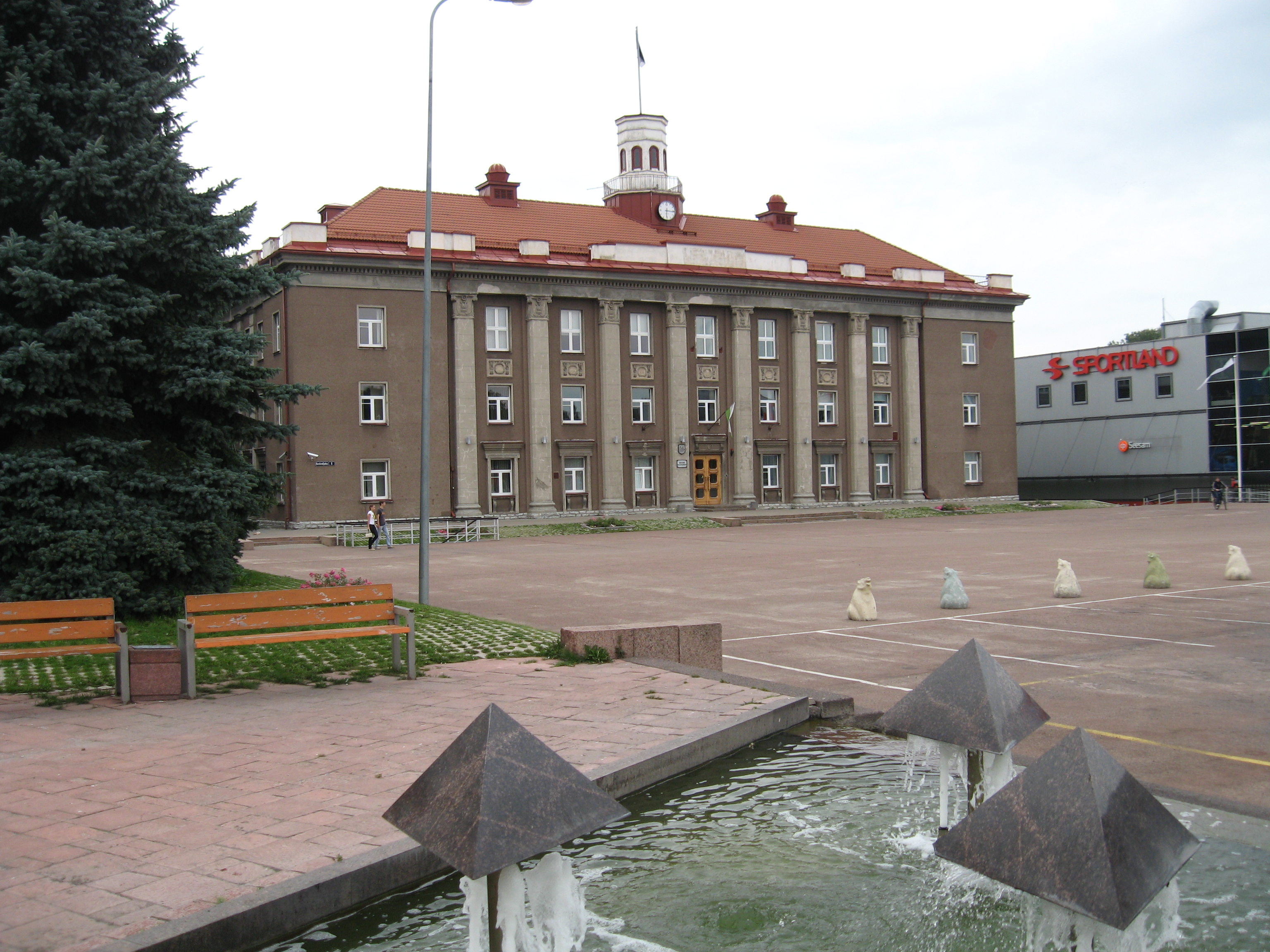
Бывшее здание уездной управы Ида-Вирумаа (памятник архитектуры)

После распада СССР и восстановления независимости Эстонии городом стали управлять мэр (эст. linnapea) и волостное cобрание (эст. vallavolikogu), волостью управляет старейшина (эст. vallavanem). Старейшина волости избирается путём голосования местного самоуправления. По состоянию на июнь 2020 года волостным старейшиной был Макс Каур, который был выбран 11 апреля 2019 года и заменил на этой должности Мартина Репинского (26 июня 2018 года — 4 апреля 2019 года). До Репинского старейшиной был Алексей Наумкин (ноябрь 2017 года — 14 июня 2018 года). До лета 2016 года старейшиной был Тауно Выхмар, а летом обязанности старейшины исполнял Велло Юхков, с 1 октября 2016 до ноября 2017 года волостью руководил Эдуард Эаст.
До 1 января 2018 года Йыхви был административным центром уезда Ида-Вирумаа. С 1 января 2018 года уездные управы и, соответственно, должности старейшин уездов в Эстонии упразднены; их обязанности переданы государственным учреждениям и местным самоуправлениям (городским муниципалитетам и волостям).
Волостное собрание Йыхви состоит из 21 депутата, председателем собрания на сентябрь 2024 года является Валло Рейма (Vallo Reima). Старейшиной Йыхвиской волости по состоянию на 1 апреля 2025 года является Марис Тоомель (Maris Toomel).

## Экономика

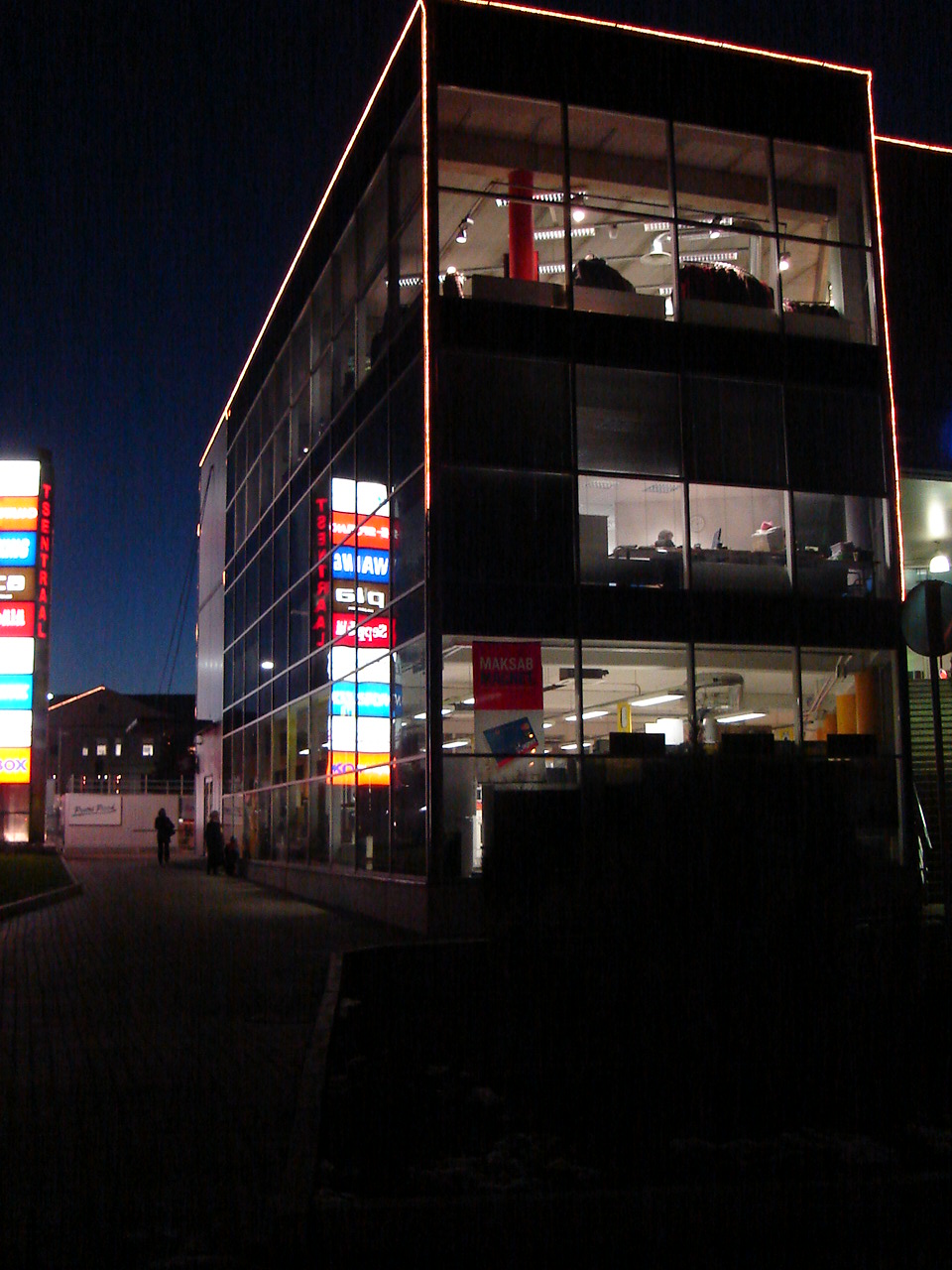
Торговый центр «Tsentraal»

### Промышленность
Основной отраслью промышленности в Йыхви является сланцедобыча. Данной отраслью до 2021 года занималась компания «Eesti Energia Kaevandused AS», входивщая в концерн «Eesti Energia». С 1 января 2021 года добычей сланца занимается дочернее предприятие концерна — «Enefit Power AS» (бывшие «Нарвские электростанции»). Предприятие располагает двумя подземными шахтами и двумя карьерами, а также подразделением железнодорожных перевозок. Отходы обогащения применяются в производстве стройматериалов, и в виде щебня для строительства дорог Ида-Вирумааского уезда.
В 2015 году было закончено строительство Йыхвиского промышленного парка на сумму больше одного миллиона евро, а в ноябре состоялось официальное открытие. В промпарке построены дороги и технические трассы — водопровод, газопровод, линии связи. В сентябре 2014 года уже были найдены инвесторы для строительства складских помещений. В 2020 году логистическая компания DPD Eesti открыла здание нового терминала площадью почти в 1000 м2 и стоимостью свыше миллиона евро. В 2025 году началось строительство киногородка, проект оценивается в 16 миллионов евро.
Также в городе развита пищевая промышленность, которая представлена предприятиями «Maadlex OÜ» и «Maag Piimatööstus AS». С 1996 года компания «Maadlex OÜ» занимается производством соусов, а «Maag Piimatööstus AS» — молочной продукцией (в день перерабатывает до 280 тонн сырого молока).
Выпуском акустических систем занимается фирма «Audes LLC ОÜ», которая большую часть своей продукции экспортирует в США и страны Европейского Союза. Строительная отрасль представлена заводом по производству бетона «Betoonimeister».

### Финансовые услуги
В городе расположено несколько филиалов коммерческих банков Эстонии: «Swedbank», «SEB», «Luminor», «Danske Bank», «Coop Pank», до  2017 года также работал филиал «Nordea».

### Туризм
Йыхви слабо развит как туристический город. Наибольший интерес для гостей города представляют Церковь Святого Михаила, в которой находится музей, и Храм Богоявления Господня. Спортивный туризм стимулируется современным спортивным комплексом, легкоатлетическим стадионом имени Хейно Липпа и городским стадионом, а исторический — музеями. Среди других достопримечательностей города — городская ратуша, ветряная мельница, концертный зал и ряд памятников.
В городе работают 3 гостиницы ( «Hostel Nele»,  «Pääsuke» и  «Wironia»).

## Транспорт
Внутригородские перевозки в Йыхви осуществляются автобусами, маршрутными и легковыми такси. Маршруты созданы так, что соединяют город с другими районами Кохтла-Ярве, в частности Ахтмеская и Ярвеская части. Также Йыхви связан с другими населёнными пунктами автобусным и железнодорожным сообщением. В центре города находится автостанция, которая расположена под одной крышей с торговым центром «Jewe». Через город проходят автобусные маршруты международной транспортной сети Lux Express.
Через железнодорожную станцию Йыхви проходят линии поездов Таллин — Нарва, Таллин — Санкт-Петербург — Москва. Останавливаются четыре пары дизель-поездов фирмы «Elron» по маршруту Таллин—Нарва, один из рейсов является экспрессом.
Планируется в будущем восстановить городской аэродром (эст. Jõhvi Lennuväli), который будет использоваться для малой авиации, авиаторами-любителями, бизнесменами, парашютистами, а также фирмами по комплектации и обслуживанию крылатой техники. На начальном этапе будет земляная 1200-метровая взлётно-посадочная полоса. С 2021 года на аэродроме проводятся Лётные дни.

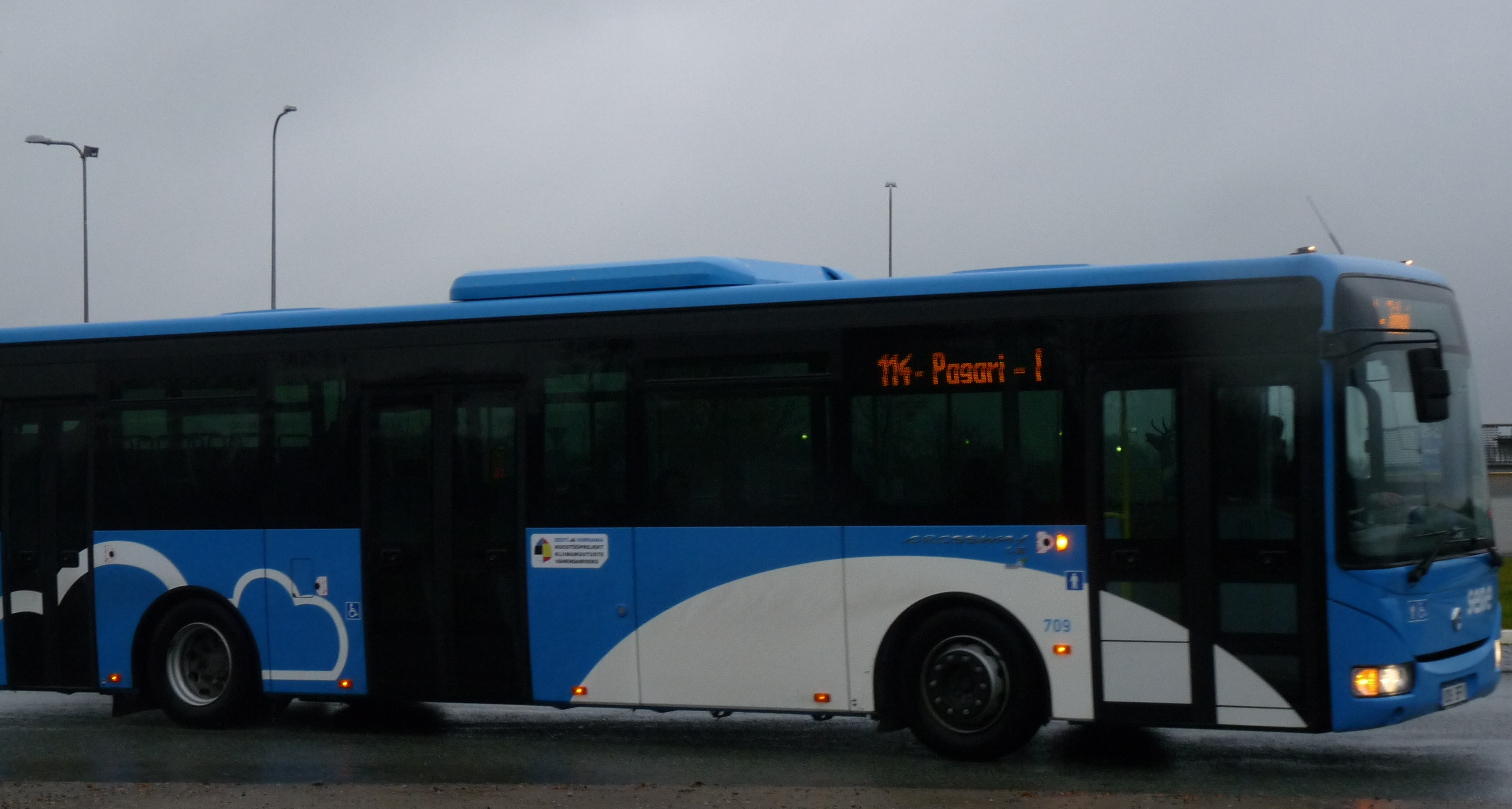
Городской автобус по маршруту 114
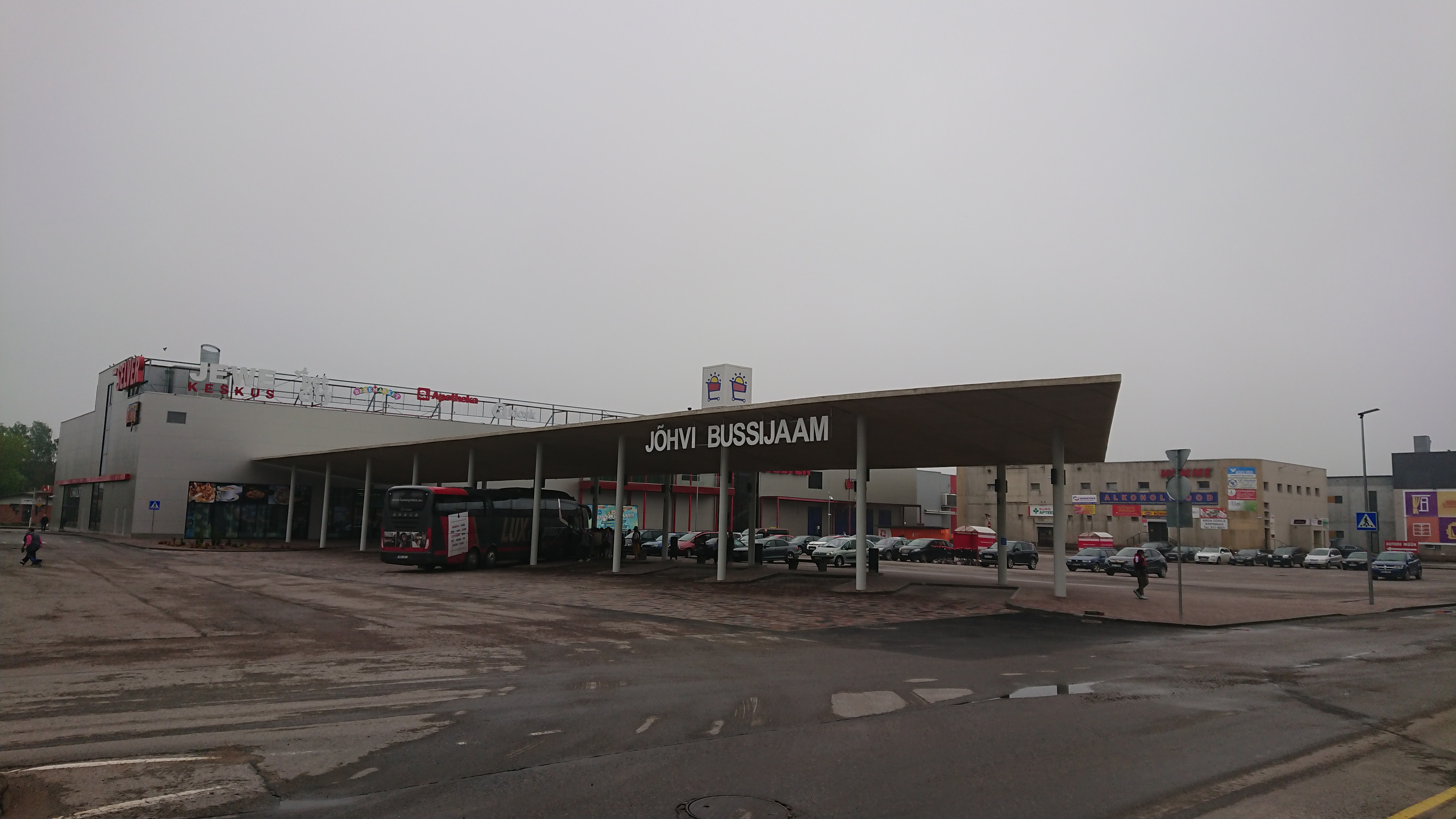
Автовокзал в Йыхви
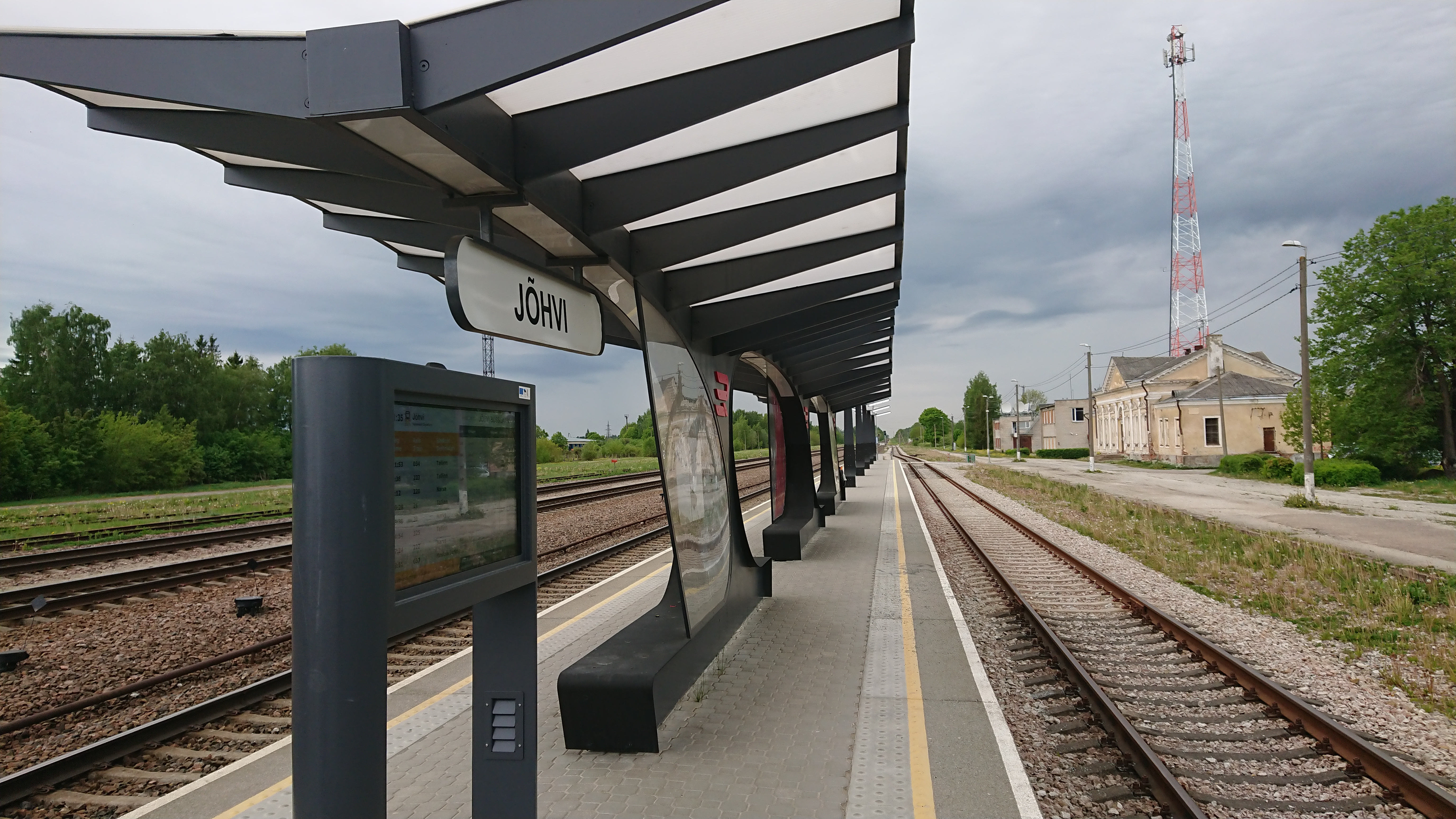
Платформа станции Йыхви

## Культура
Культурную жизнь города обеспечивают ряд муниципальных учреждений — Йыхвиский концертный дом, в здании которого также расположены кинотеатр «Амадеус», Йыхвиская городская галерея и Йыхвиский центр культуры и интересов. Также в городе работает Центральная городская библиотека.
С 1988 года работает кукольный театр «Туулевески» («Tuuleveski» — с эст. «Ветряная мельница»), который изначально носил название Театр Юного Зрителя.
С 1994 года в Йыхви работает кукольный театр «Лепайтрийну» («Lepatriinu» — с эст. «Божья коровка»).
С 2006 года в Йыхвиском концертном доме ежегодно проводится Международный балетный фестиваль, где выступают именитые и известные артисты стран ближнего и дальнего зарубежья, а также юные танцовщики. На открытии первого фестиваля выступала Анастасия Волочкова и солисты Эрмитажного театра из Санкт-Петербурга. В последующие годы на сцене выступали такие коллективы, как Национальная опера Украины, Московский государственный академический театр классического балета под руководством Натальи Касаткиной и Владимира Василева, Чешский национальный балет, Михайловский театр. C 2007 года в Концертном доме проходит ежегодный международный фестиваль любительского кино «Laterna Magica». За годы существования фестиваля в нём приняли участие конкурсанты из Эстонии, России, Украины, Германии, Финляндии, США, Португалии, Испании и Греции.
Ежегодно в городе в июле проводится международный славянский фестиваль «Славянский свет», на который приезжают артисты из России, Белоруссии, Украины и других стран. Впервые фестиваль провели в 2009 году, а автором мероприятия выступил директор издательского дома «Inforing» Дмитрий Смирнов.
В 2020 году футбольный клуб «Феникс» открыл музей истории футбола города Йыхви (эст. Jõhvi rahva jalgpallimuuseum) по инициативе Сергея Иванова и Владислава Наумова . 10 июля открылся кинотеатр «Apollo Kino» с двумя 2 залами на 178 мест, среди которых есть абсолютные фавориты клиентов кинотеатра — «звёздные» кресла и диваны «для двоих».
С 25 по 30 августа 2023 года в Йыхви прошёл первый Международный антивоенный фестиваль независимого кино («AWIIFF»), автором и организатором которого был Павел Гаврилин. А 23 августа в лютеранской церкви и 24 августа на Музыкальной площади в поддержку мероприятия большой концерт дала группа «Ногу свело!». В декабре 2024 года фестиваль прошел во второй раз.
С 2020 года в городе ежегодно показывают фильмы в рамках кинофестиваля «KinoFF», проводимого в Ида-Вирумаа под эгидой таллиннского фестиваля «Тёмные ночи» (PÖFF).

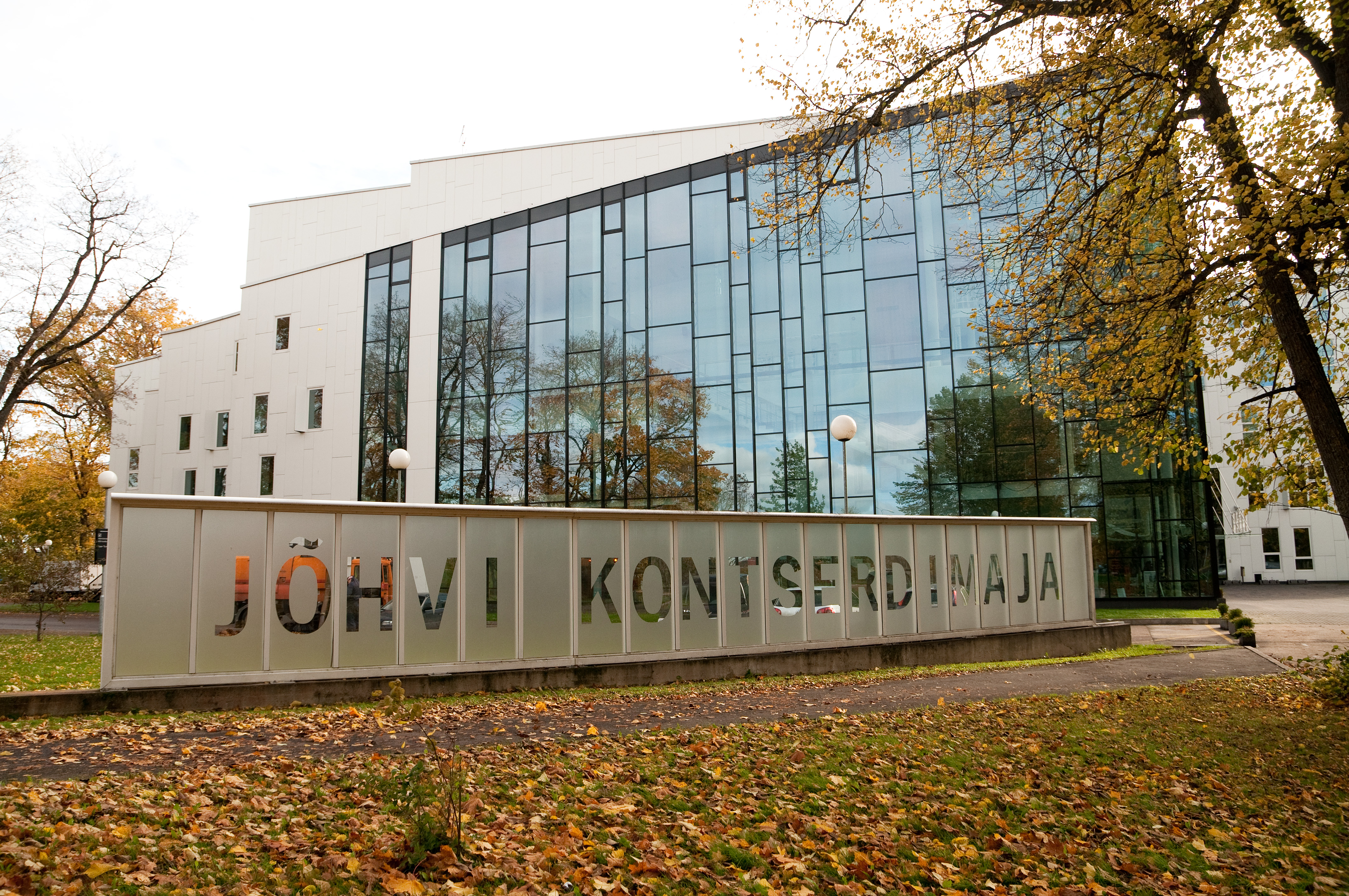
Концертный дом
Музыкальная площадь
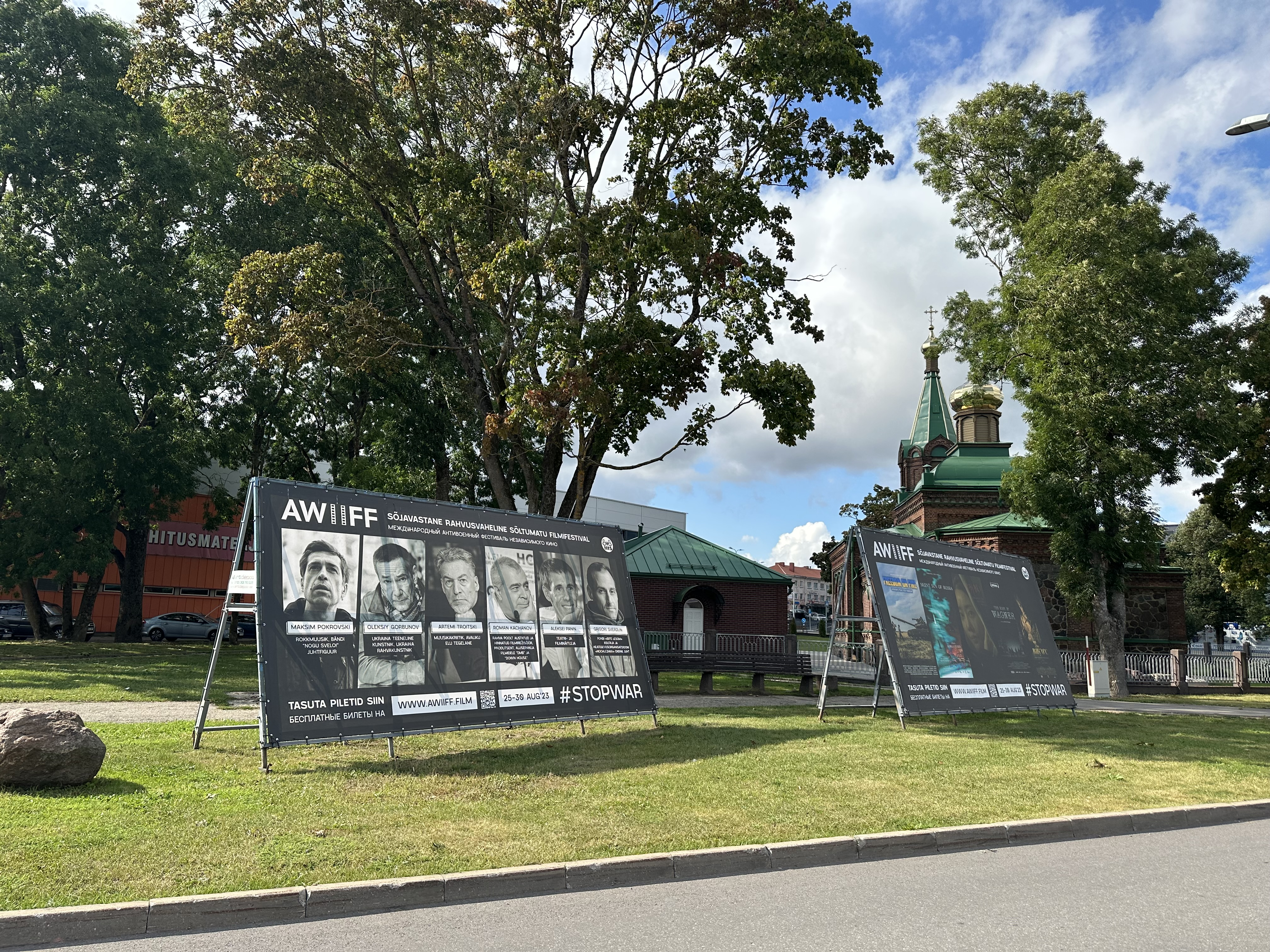
Реклама фестиваля «AWIIFF» в 2023 году

## Спорт
Городской стадион является домашней ареной футбольного клуба «Феникс», который в 2014 году выступал в Премиум Лиге Эстонии под именем «Локомотив».
В 2009 году в городе был открыт спортхолл, в котором есть две баскетбольные и одна волейбольная площадки, бассейн, зал для аэробики, гимнастический зал, тренажерный зал, малый зал, кафе и помещения для тренеров Йыхвиской спортивной школы.
21 июня 2022 года был открыт легкоатлетический стадион имени Хейно Липпа, на котором проводятся различные соревнования, чемпионаты Эстонии и Балтии по лёгкой атлетике по разным возрастным группам, а с 2024 года футбольные матчи Первой лиги Б. В 2023 и 2024 годах проходил Йыхвиский вечер легкой атлетики, который входит во всемирную серию соревнований «World Athletics Continental Tour».
Летом 2023 года из здания бывшего полицейского участка футбольный клуб «Феникс» начал создавать Йыхвиский дом футбола (эст. Jalkamaja), 1 марта 2024 года на втором этаже были созданы тренировочные залы и прошли первые тренировки. На первом этаже находится музей истории футбола Йыхви, учебный класс и кабинет администрации.

Городской стадион и стадион имени Хейно Липпа
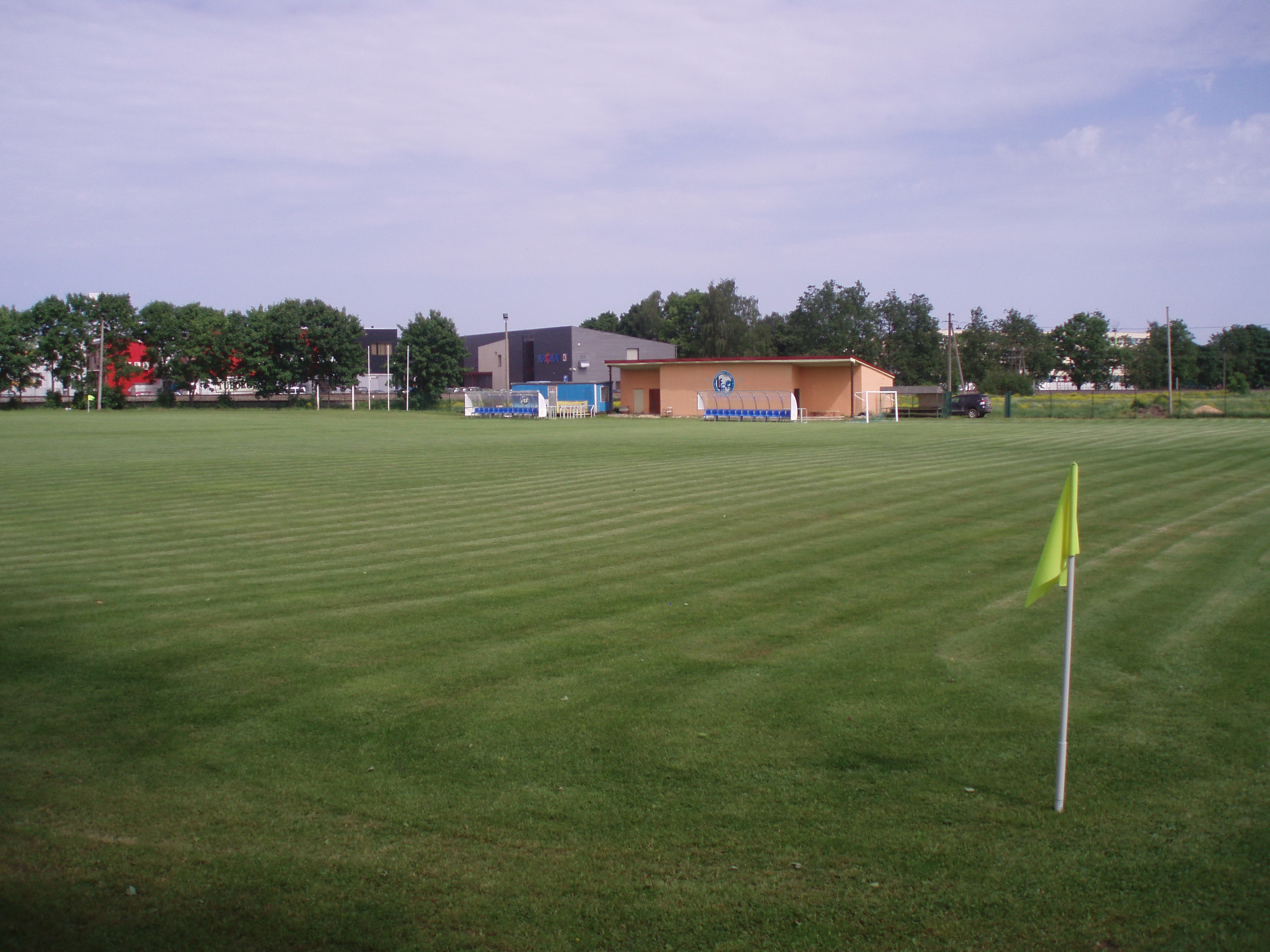
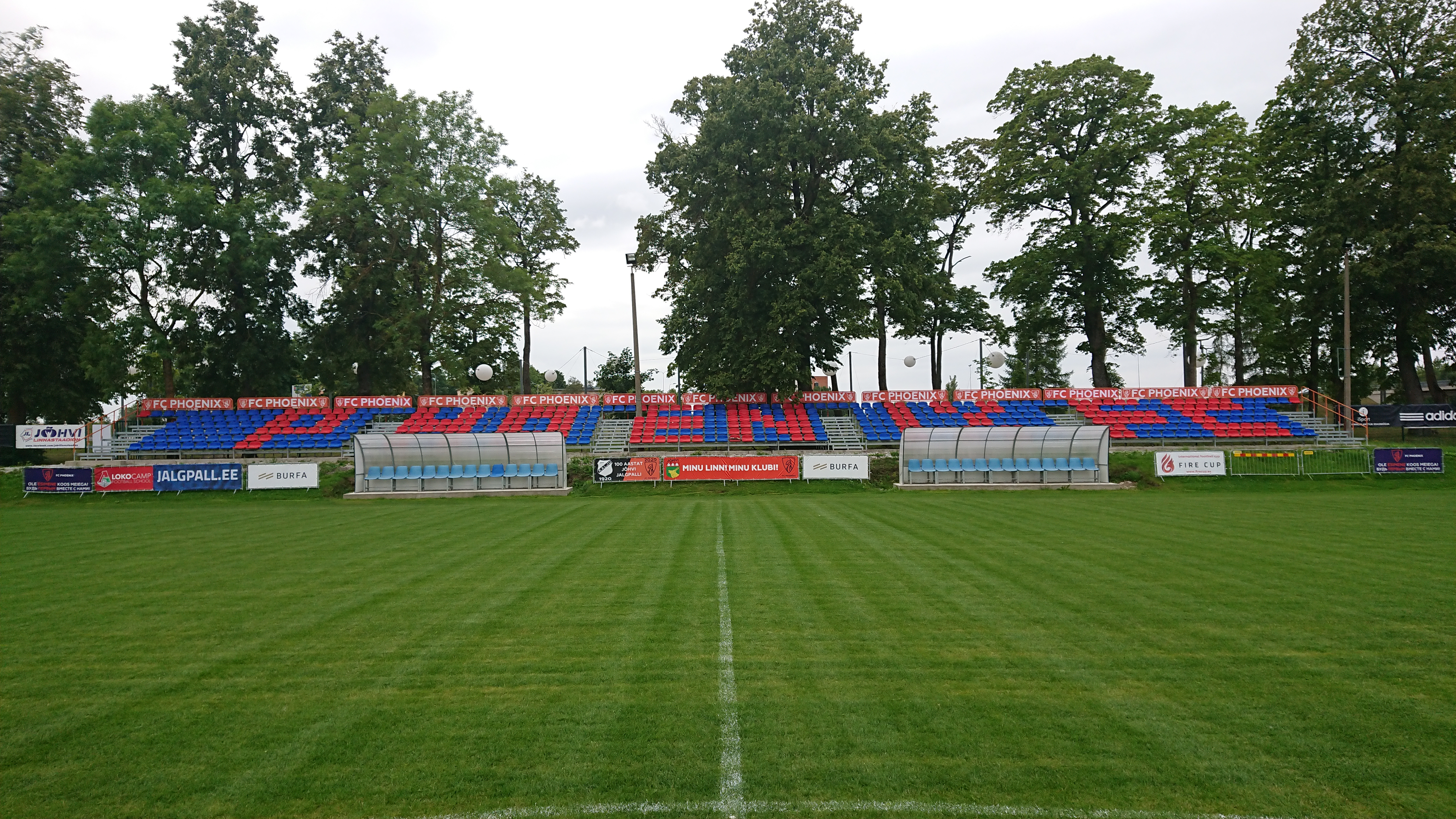
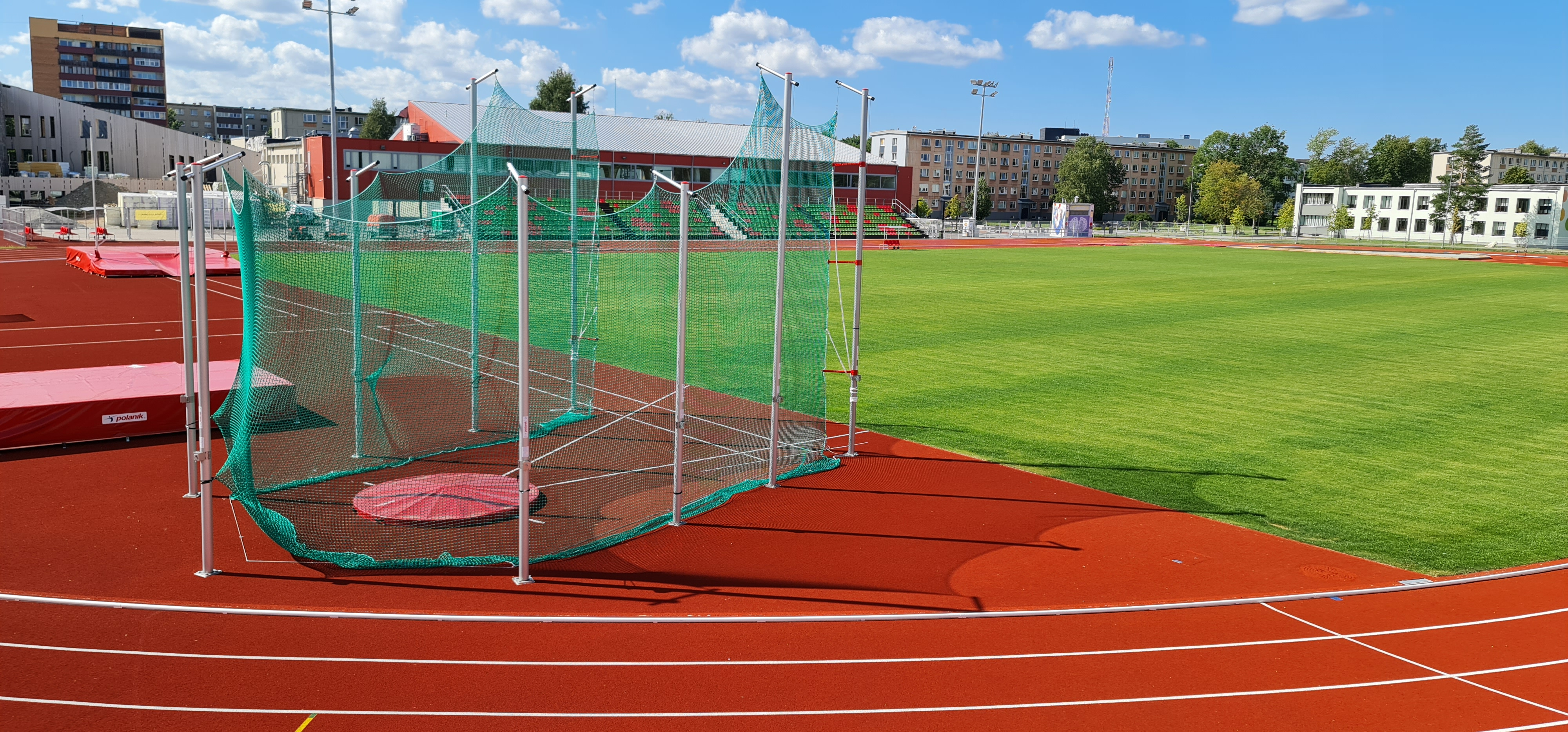

## Религия
Большая часть населения исповедует православие или лютеранство. В городе находится лютеранская церковь Святого Михаила, единственной в Прибалтике, где используются два полноразмерных орга́на. Церковь была основана в середине XIII века, несколько раз была уничтожена и восстановлена в ходе крупных войн XIV—XVII веков. В средние века здание использовалась и как оборонительное сооружение — церковь-крепость.
Православный Богоявленский храм построен в 1895 году В 1950—1958 годах настоятелем храма был будущий Патриарх Московский и Всея Руси Алексий II. Здесь же свою историю берёт Пюхтицкий монастырь, первоначально в городе была образована женская монашеская община, которую в 1891 году перевели в Куремяэ. В 2019 году началось строительство воскресной школы возле церкви, стоимость работ обошлась около 400 тысяч евро, а автором проекта стал Кохтла-Ярвеский архитектор Александр Митин. В 2021 году здание воскресной школы освятил Митрополит Таллиннский и всея Эстонии Евгений.
Среди верующих также представлены адвентисты седьмого дня, церковь «Новое поколение» (англ. «New Generation») и баптисты — церковь «Надежда».

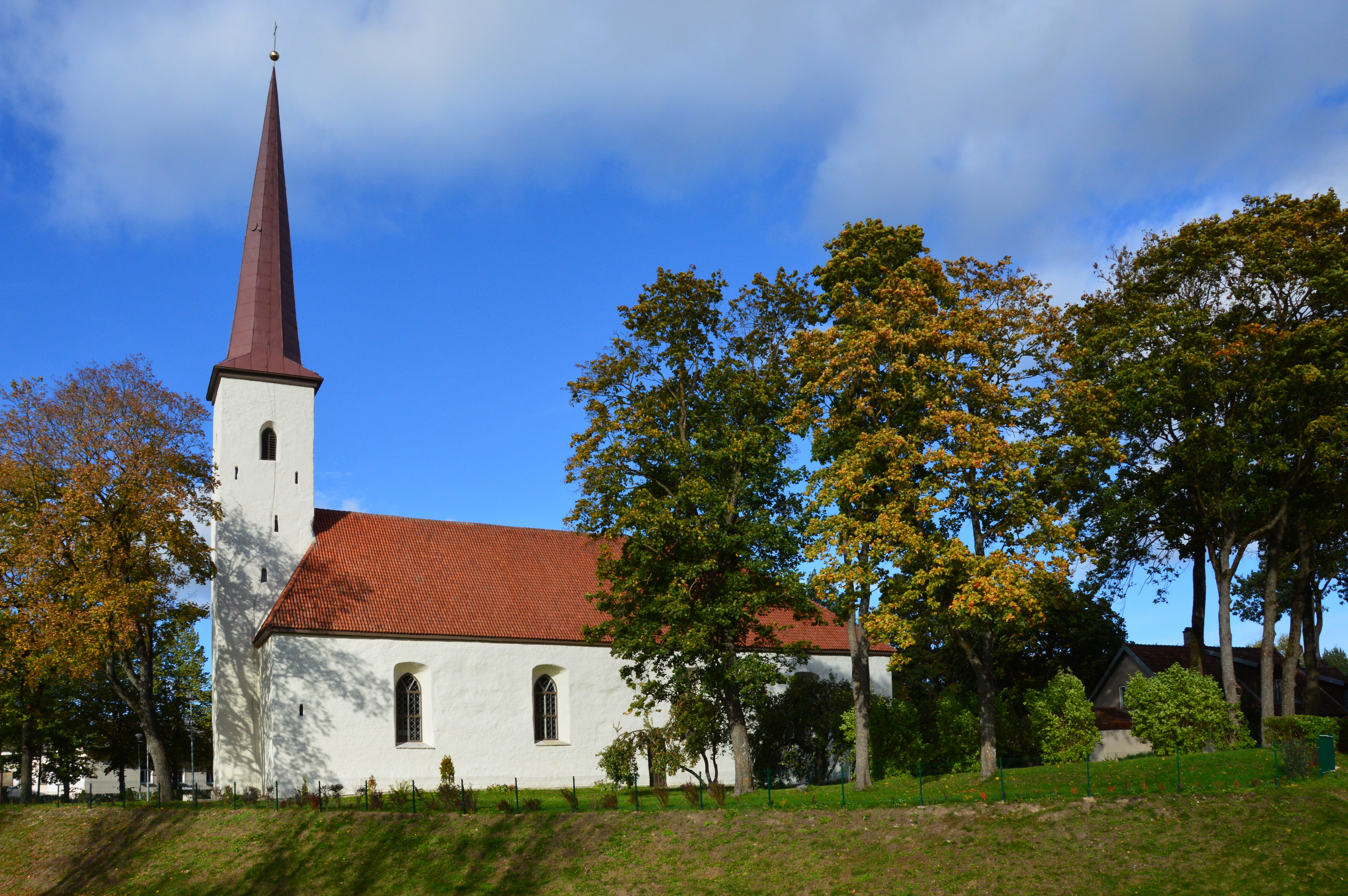
Лютеранская церковь Святого Михаила
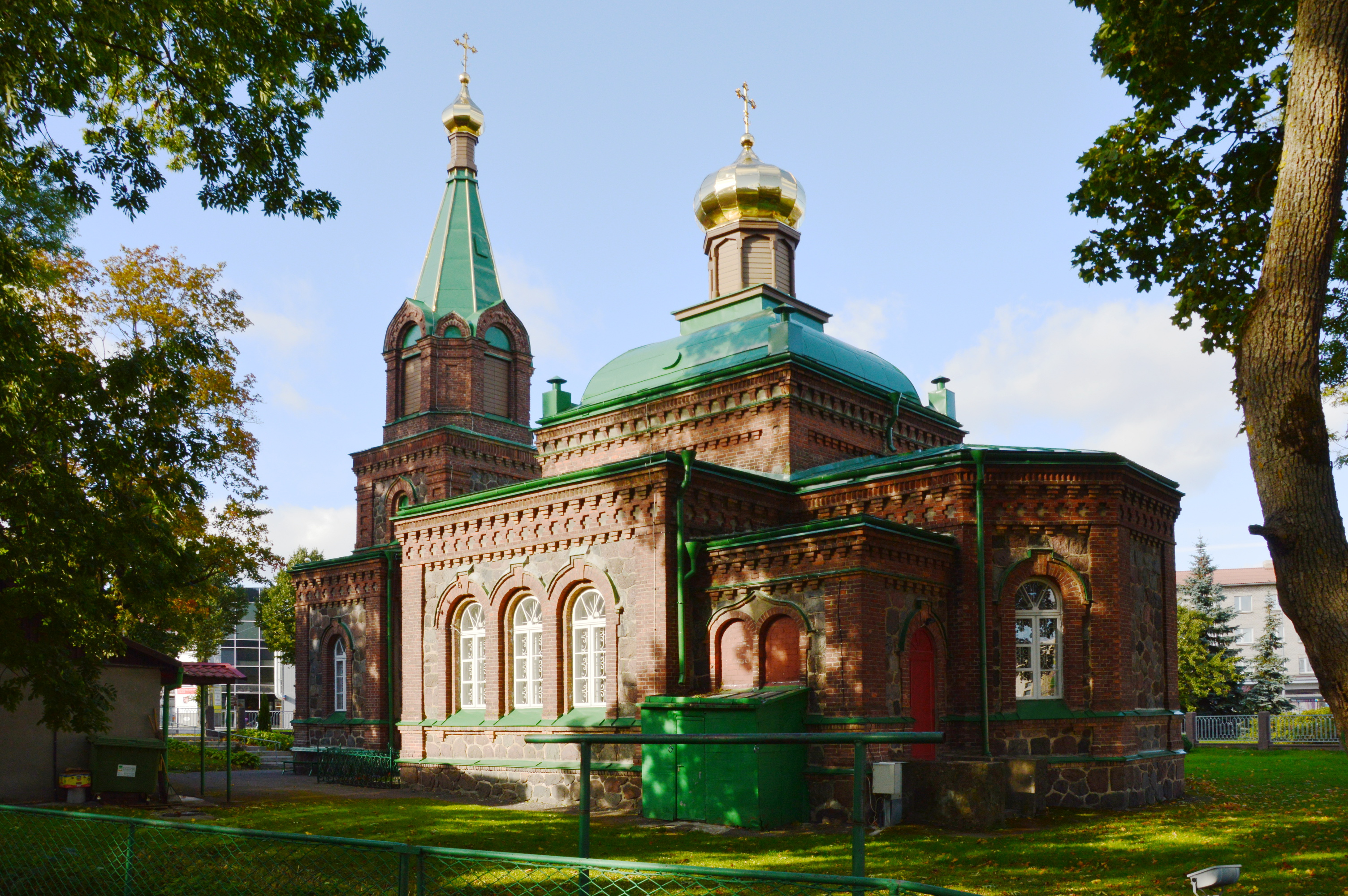
Йыхвиская Богоявленская церковь
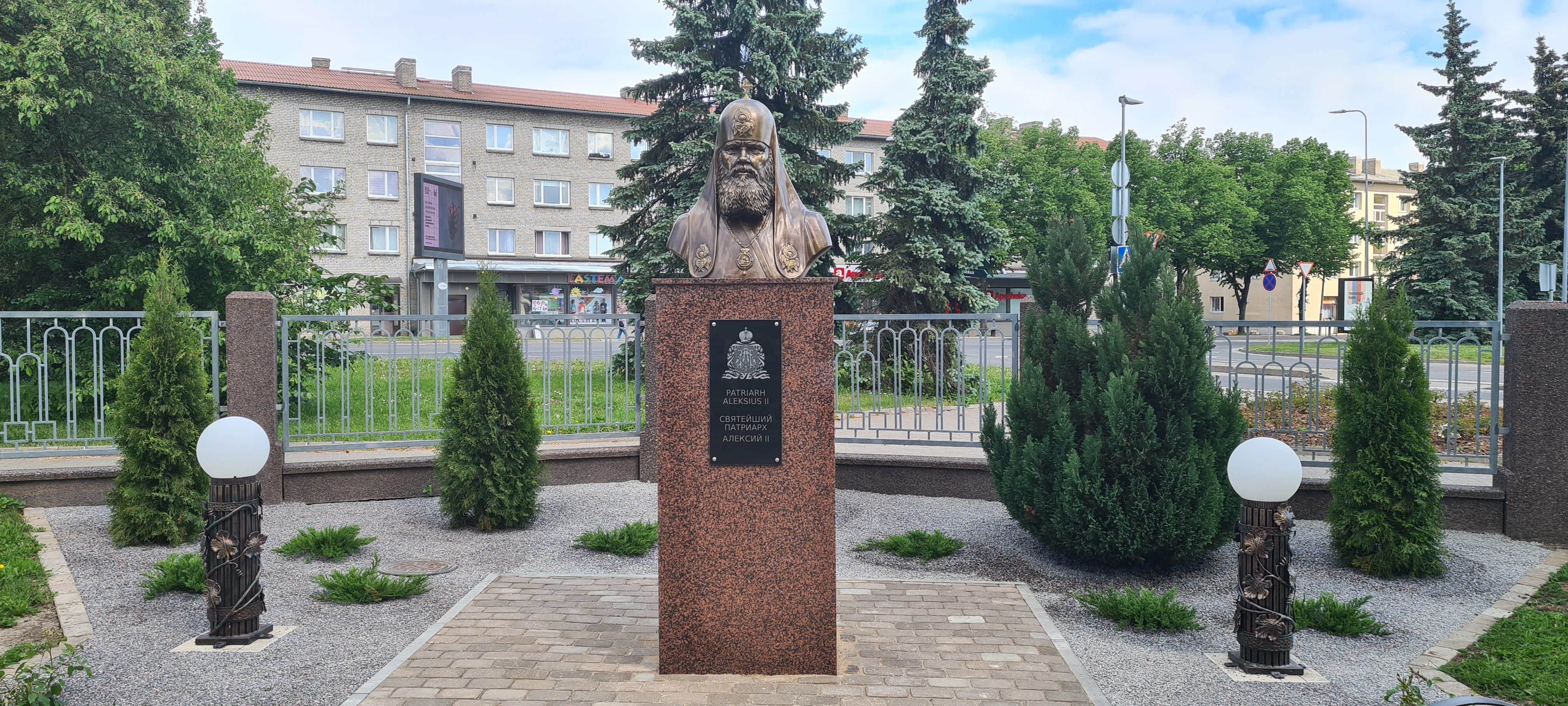
Памятник Алексию II

## Связь и средства массовой информации

### Телевидение
В Йыхви базировался и работал телеканал «LiTeS», который своим вещанием охватывал аудиторию Северо-Восточного региона Эстонии: Кохтла-Ярве, Йыхви, Кивиыли и Силламяэ. В основном канал освещал события местного масштаба, культурной, интеллектуальной, социальной, спортивной, политической и финансово-экономической жизни уезда Ида-Вирумаа. В сентябре 2018 года канал был официально закрыт.

### Периодические издания
В городе находится главный офис Балтийского издательского дома «Inforing», который выпускает свыше десяти периодических газет и журналов (еженедельники — «Инфопресс», «ТВ Неделя», «TV Saatekava», «Доска объявлений», «Дайджест», сборники кроссвордов — «Диванчик», «Перекрёсток», «МегаКросс», «Судоку», журнал «Дом-Сад-Огород»).
В Йыхви выпускается двуязычная (на эстонском и русском языках) газета Северо-Востока Эстонии — «Северное побережье». Она выходит пять раз в неделю со вторника по субботу и освещает наиболее важные события в жизни Эстонии. Также в городе выходит на эстонском языке газета Йыхвиской волости «Вестник Йыхви» (эст. Jõhvi Teataja), которая распространяется на бесплатной основе.
Раз в неделю в городе выходит еженедельник «Панорама» и распространяется бесплатно. В нем кроме статей о жизни и событиях в городе также публикуются объявления и ТВ-программа. С ноября 2020 года издание стало выходить на русском и эстонском языках.

## Памятники
В 2001 году на месте Йыхвиской почтовой станции был установлен памятник в виде скачущей почтовой лошади — «Конная почта» (эст. Hobupost), автор Рихо Кулд (Riho Kuld). Возле торгового центра «Jewe» установлен арт-объект в виде каменного топора, автор Юри Оявер (Jüri Ojaver).
В 2010 году при въезде в город была установлена бронзовая скульптура символа города и волости — олень, а 5 декабря 2013 года напротив Концертного дома был открыт бронзовый памятник эстонскому кинорежиссёру — Кальё Кийску. На центральной площади Йыхви, в 2005 году, был установлен памятник герою Освободительной войны генерал-майору Александеру Тыниссону. Также в городе установлено два своеобразных памятника «Ёж колючий» и «Пятая точка». В сквере, который расположен возле центральной улицы, стоит памятник погибшим в Освободительной войне. 13 июня 2015 года был открыт памятник ликвидаторам чернобыльской катастрофы по адресу улица Кладбищенская, 4.
14 сентября 2018 года в городе появилась кинетическая скульптура «Василёк», посвященная столетию Эстонии. Автором идеи стал преподаватель центра профобразования Ида-Вирумаа Андрей Матвеенко. 11 ноября этого же года, в день Отца, возле концертного дома была установлена скульптура ежа-сына из металла, авторами которой стали Калев Притс и Мартин Репинский.
В 2020 году возле променада рядом со стадионом футбольный клуб «Феникс» установил памятный знак с надписью «100 лет футболу в Йыхви (100 aastat Jõhvi jalgpalli)», а 20 июля 2022 года добавили на нем кованые футбольные бутсы и мяч (работа кузнецов Олег и Александр Гижа). 14 сентября 2020 года на территории Йыхвиского православного храма был открыт бюст Патриарху Московскому и всея Руси Алексию II, работу выполнил скульптор Эльданиз Гурбанов.
16 декабря 2021 года в военном городке Йыхви открыли памятник «Равновесие», авторами скульптуры стали Яссь Казелаан (Jass Kaselaan) и Арт Аллмяги (Art Allmägi), а стоимость работ обошлась в 60 тысяч евро.
15 августа 2024 года перед Домом футбола был открыт памятник «Дом футбола Йыхви» (эст. Jõhvi Jalkamaja), автор идеи — Владислав Наумов.

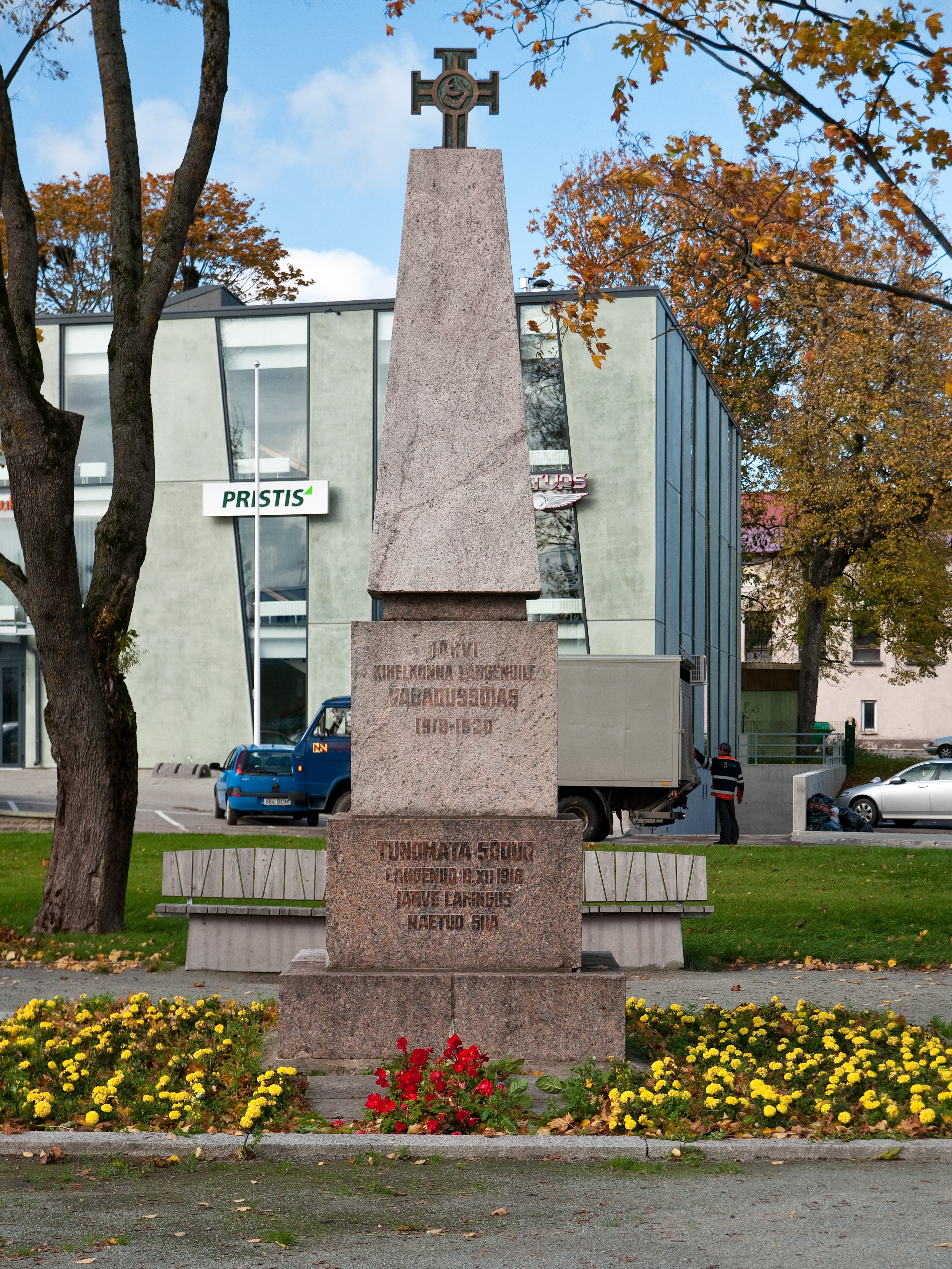
Мемориал Эстонской освободительной войне
Памятник Александеру Тыниссону
Памятник Кальё Кийску
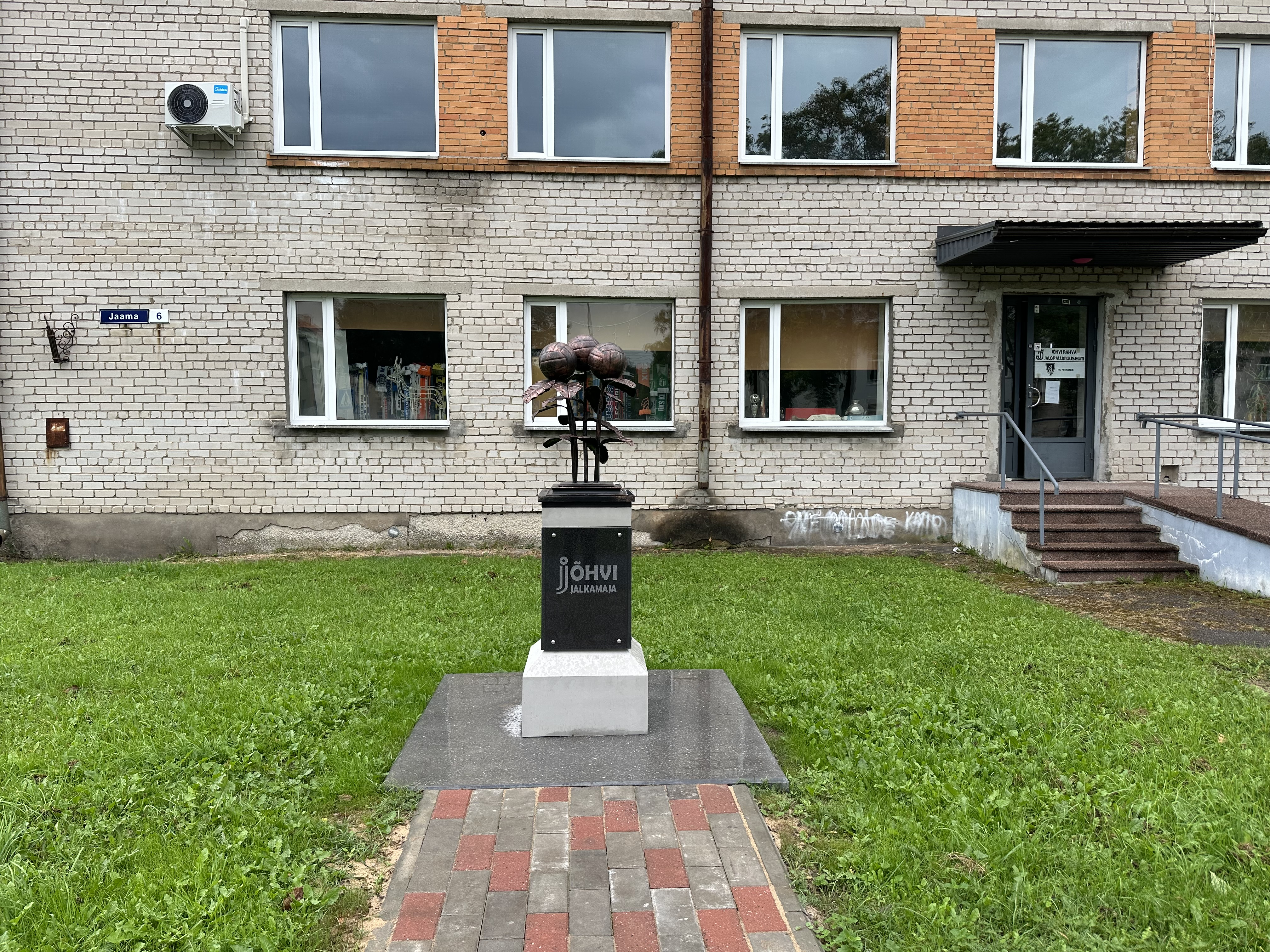
Памятник Дому футбола Йыхви
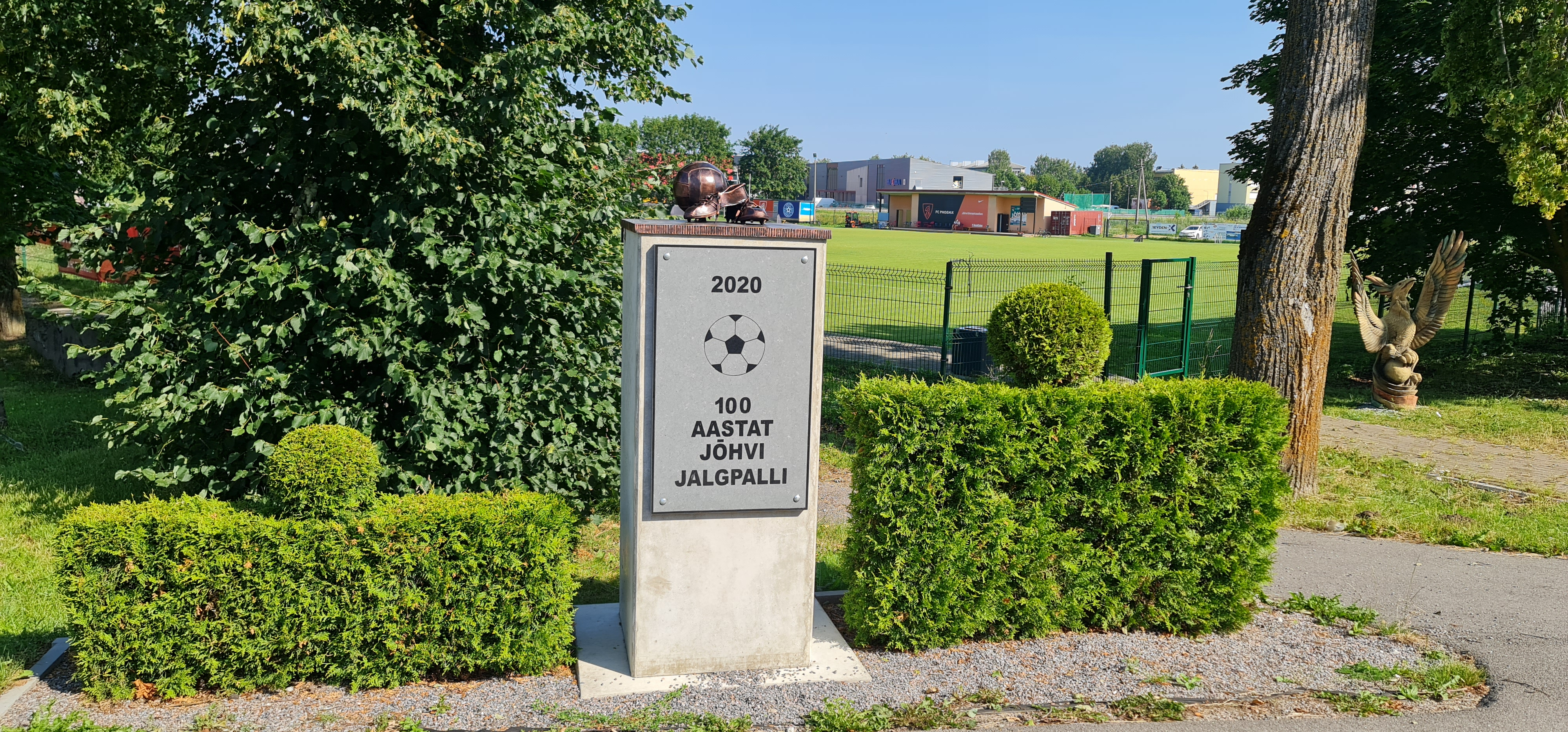
Памятник «100 лет футболу в Йыхви»
Памятник Ежу

## В кинематографе
На железнодорожном вокзале снимали отрывки кинокартины «Письма ангелу» (Kirjad Inglile) эстонского режиссёра Сулева Кеэдуса.
В 2024 году в городе сняли тизер эстонско-американского фильма «Ювенальный инспектор: тень над Йыхви» (Juvenile Inspektor: The Shadow Over Jõhvi), в котором приняли участие актеры: Алексей Горбунов, Александр Ивашкевич, Элла Бардо, Максим Покровский, Рональд Пелин и другие. Продюсер и режиссер ленты Павел Гаврилин. В этом же году прошли съемки короткометражного фильма «Смерть тяжелее, чем разбитое сердце» (Surm on raskem kui murtud süda), автор и режиссер Индрек Спунгин.

## Международные отношения
С 2005 года после объединения города Йыхви с Йыхвиской волостью все международные отношения перешли под юрисдикцию волости Йыхви.

### Города-побратимы
Согласно официальному сайту проверено 5 сентября 2014
- Россия: Кингисепп[201][202] (до 2022 года)
- Белоруссия: Поставы[203][204][205]
- Польша: Олецко[206]
- Украина: Городня, Харьков[206], Липовец[207][208]
- Германия: Нордерштедт[209]
- Швеция: Уддевалла[209]
- Финляндия: Лоймаа
- Норвегия: Шиен[210]
- Дания: Тистед

### Города-партнёры
Согласно официальному сайту проверено 5 сентября 2014
- Германия: Нордерштедт
- Швеция: Стрёмсунд
- Латвия: Огрский район
- Финляндия: Керава, Оутокумпу
- Нидерланды: Ooststellingwerf

## Почётные граждане

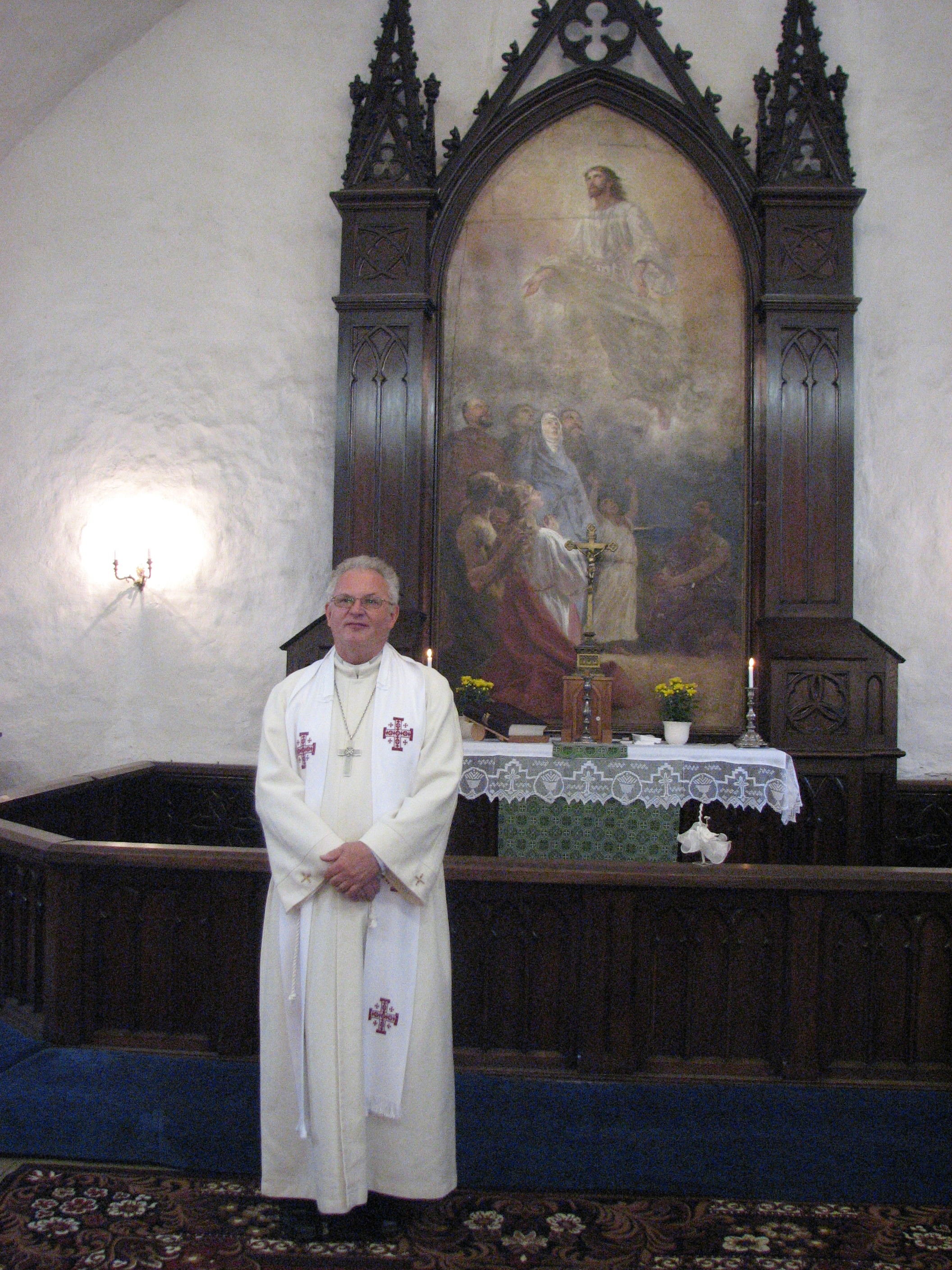
Пастор Йыхвиского прихода Святого Михкеля — Пеэтер Калдур

Согласно официальному сайту проверено 20 августа 2022 года
- Эндель Альфредович Паап — советский шахтёр, Герой Социалистического Труда, член Рийгикогу 9-го созыва[211]
- Пеэтер Калдур — пастор Йыхвиского прихода Святого Михкеля и вируский пробст Эстонской Евангелической лютеранской церкви[212]
- Ааво Кеэрме — был мэром Йыхви[213]
- Вяйно Вийлуп — возглавлял предприятие «Эстонсланец» и являлся членом городского собрания[214]
- Маргарита Остроумова — художница[215]
- Эндла Яанус — хоровик[213]
- Хелью Тори — руководитель танцевальных ансамблей «Геви» и «Вяртен»[214]
- Харальд Роокс — был помощником мэра Йыхви[214]
- Гале Попова — социальный работник[213]
- Эуген Вахер — пенсионерский активист[213]
- Виктор Николай — директор по производству на шахте «Ahtme»[216]
- Прийдик Киппар — боксёр, тренер[217]
- Лембит Кийсма — краевед[213]
- Вольдемар Берелковский — учитель танцев, педагог и деятель культуры[218]
- Валло Рейма — деятель йыхвиского самоуправления
- Сирье Койтметс — деятель образования и культуры
- Калев Наур — йыхвиский общественный деятель, кайтселийт[219][220][221]
- Кайа Калдвеэ — многолетний депутат Йыхвиского волостного собрания и руководитель местной социальной жизни (присвоено посмертно)[222]
- Калев Ныммелоо — йыхвиский общественный деятель, кайтселийт[223][222]

## В филателии
5 октября 2004 года в Эстонии была выпущена почтовая марка и карточка, посвященная народной женской одежде Йыхви (Jõhvi rahvariided).